# Villa Medicea di Poggio a Caiano
A Villa Medicea di Poggio a Caiano, também chamada de Ambra ou capriccio del Magnifico, é uma das mais famosas villas da Família Médici. Encontra-se na comuna de Poggio a Caiano, província de Prato). Actualmente é propriedade estatal e hospeda um museu.

## História

### Século XV

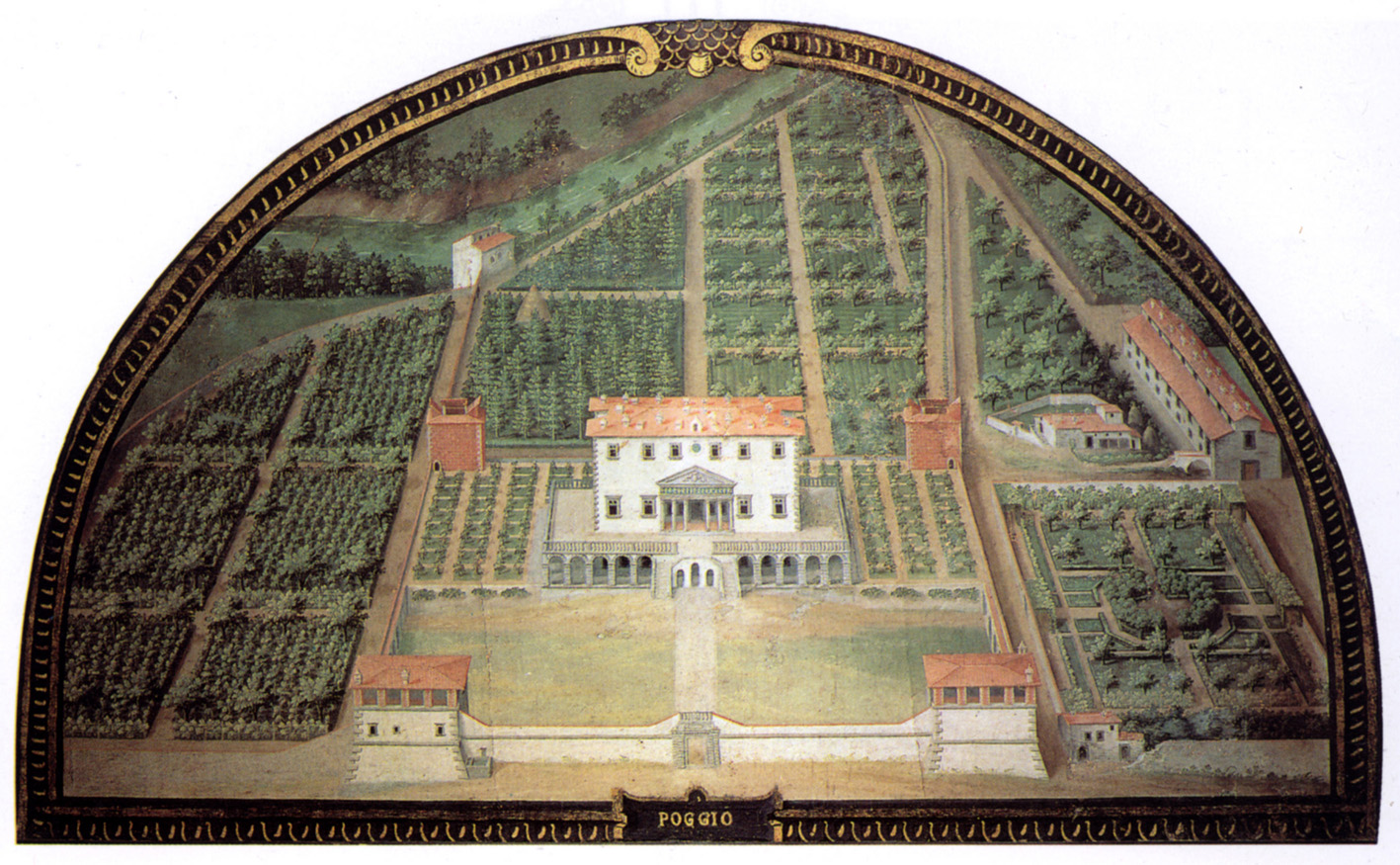
A Villa Medicea di Poggio a Caiano em 1599, numa luneta de Giusto Utens conservada no Museo di Firenze com'era, Florença.

Situada no centro duma colina, numa posição estratégica que domina o vale do Ombrone e a estrada entre Florença e Pistoia, foi mandada construir por Lourenço de Médici, depois deste ter comprado uma propriedade com um solar rústico a Giovanni Rucellai, o qual, por sua vez, havia aquirido o que então era uma simples fortaleza a Palla di Noferi Strozzi, construída pela família Cancellieri de Pistoia nos primeiros anos do século XV.

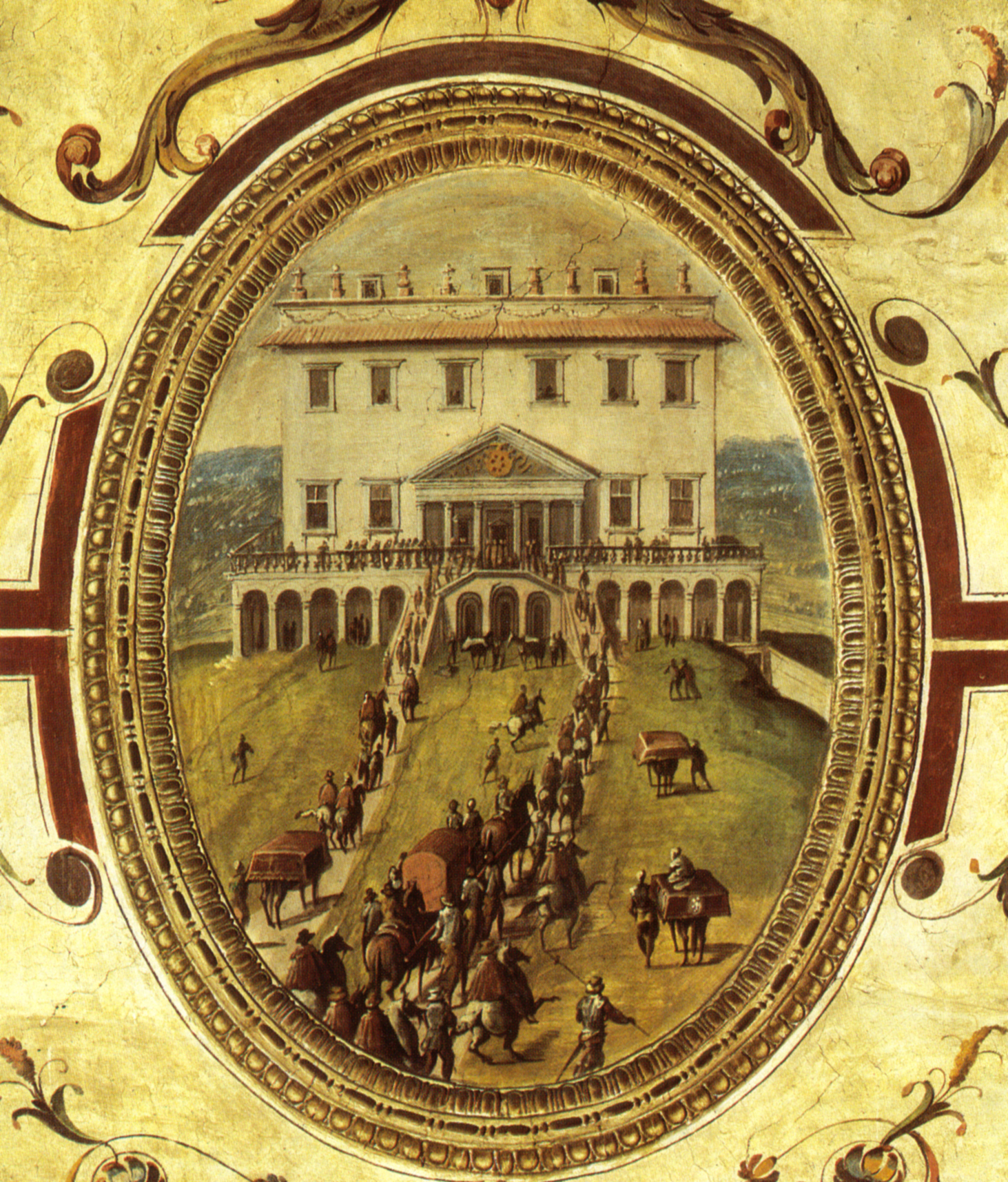
"O cortejo de Leonor de Toledo entra em Poggio a Caiano", afresco de Giovanni Stradano no Palazzo Vecchio.

Entre 1470 e 1474, Lourenço encarregou Giuliano da Sangallo de realizar uma villa que se tornaria no protótipo da residência senhorial de campo nos séculos seguintes. Lourenço, de facto, por intermédio do seu arquitecto preferido, foi um dos primeiros a conceber um espaço agreste no qual o território fosse ordenado e misturado segundo as exigências da harmonia; naquela época começava, de facto, a desaparecer a ideia da villa-fortaleza (como a Villa Medicea di Careggi, mais semelhante a um castelo, realizada somente trinta anos por Michelozzo para Cosmo de Médici, o avô de Lourenço), e esta nova atitude devia-se tanto a questões políticas, graças ao período de paz e estabilidade alcançado pela política de Lourenço, como filosóficas, segundo os  humanistas que viam o homem como modificador da paisagem a seu favor, na qualidade de "demiurgo" platónico.
Entre as inovações originais para a época, registaram-se a arcada no andar térreo (quase uma zona de fronteira entre a paisagem circundante e a villa), o pórtico e o frontão classicista no piano nobile, e a falta dum pátio central. Gradualmente, a villa foi enriquecida com obras num continuum entre arquitectura, pintura e escultura: datam deste período o afresco de Filippino Lippi sob a loggia no primeiro andar e, talvez, o frontão em majólica vidrada de Andrea Sansovino (que alguns historiadores atribuem a uma segunda fase construtiva).
Com a morte de Lourenço, em 1492, os trabalhos na villa ainda estavam, em grande parte, incompletos, tendo sofrido uma verdadeira paragem entre 1495 e 1513, por causa do exílio dos Médici de Florença. Só um terço da villa estava concluído, com a perspectiva frontal e a base com o pórtico já completos.

### Século XVI

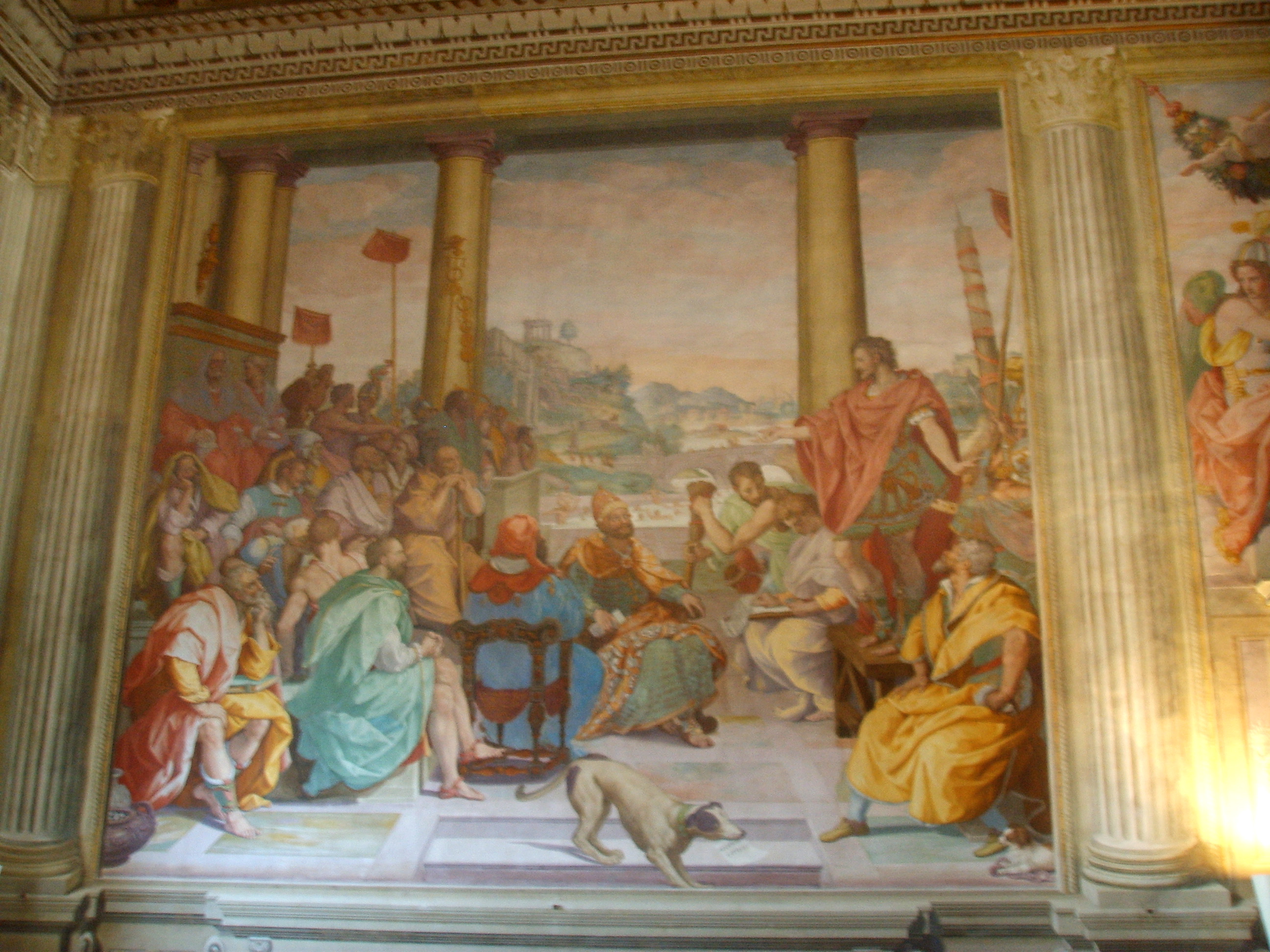
Afresco do Salão de Leão X: "O cônsul Flaminio fala ao conselho dos Aqueus".

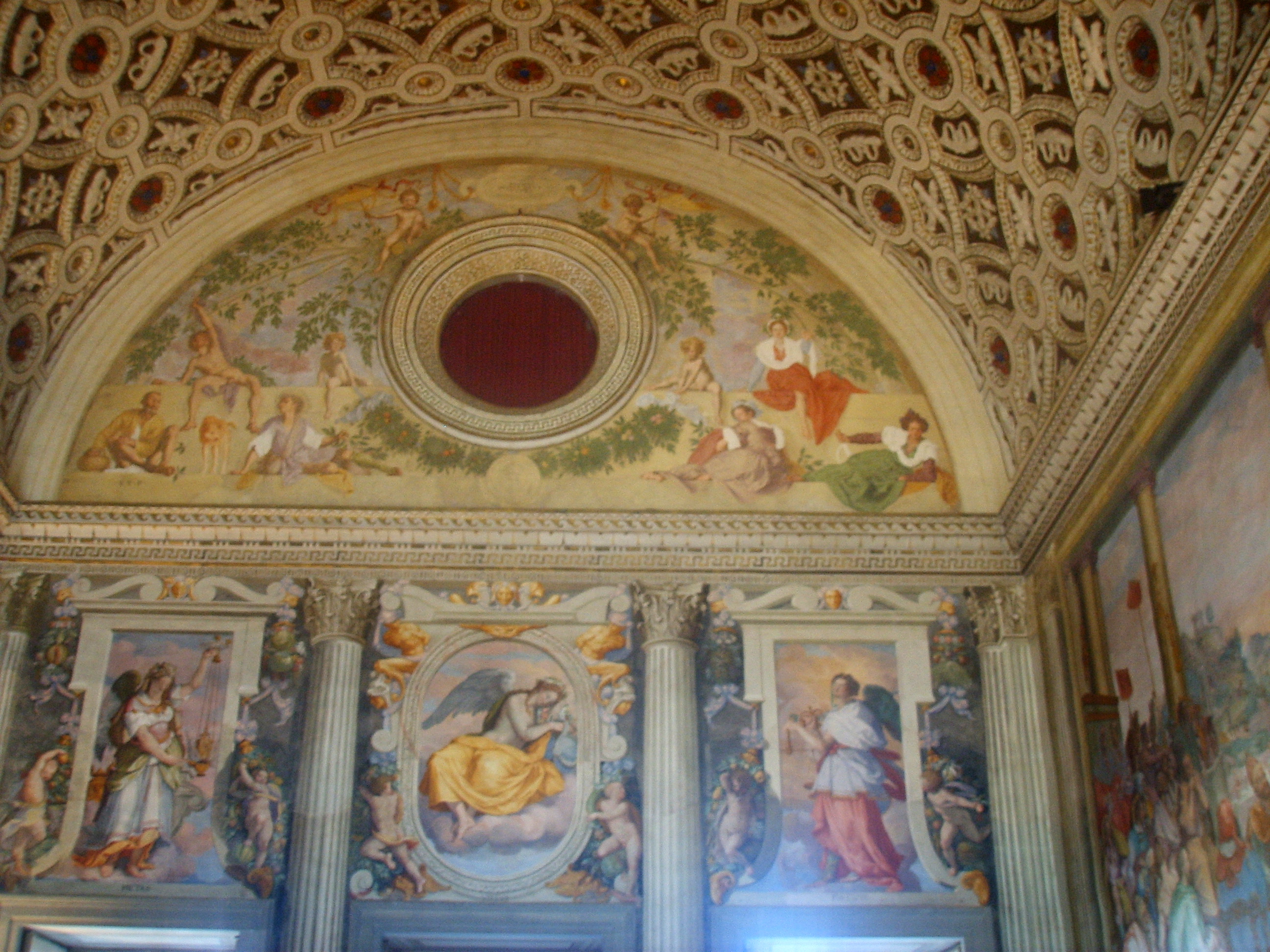
Salão de Leão X: Luneta de Pontormo e Alessandro Allori.

Entre 1513 e 1521, depois do regresso dos Médici, os trabalhos foram levados a termo por iniciativa do filho de Lourenço, Giovanni, entretanto eleito Papa Leão X. Foi realizada a abóbada do salão central no primeiro andar com o brasão papal (que foi então chamado de "Salão de Leão X"), segundo desenho de Giuliano da Sangallo, mas por obra de Andrea di Cosimo Feltrini e Franciabigio. A grande cobertura em berço preocupava os mandantes, que pela grandeza temiam uma derrocada, mas foi testada por Sangallo no seu próprio palácio florentino, o Palazzo Ximenes da Sangallo, que ele construía na época, segundo uma anedota contada por Vasari; por outro lado, a própria abóbada do pórtico no primeiro andar da villa, terminada entre 1492 e 1494, serviu de protótipo.
Ainda na época de Leão X foram iniciados os afrescos do salão pelos maiores mestres florentinos da época, os chamados "maneiristas": Pontormo, Andrea del Sarto e o próprio Franciabigio. As pinturas foram concluídas cerca de cinquenta anos depois por Alessandro Allori, não sem algumas omissões ao projecto original.

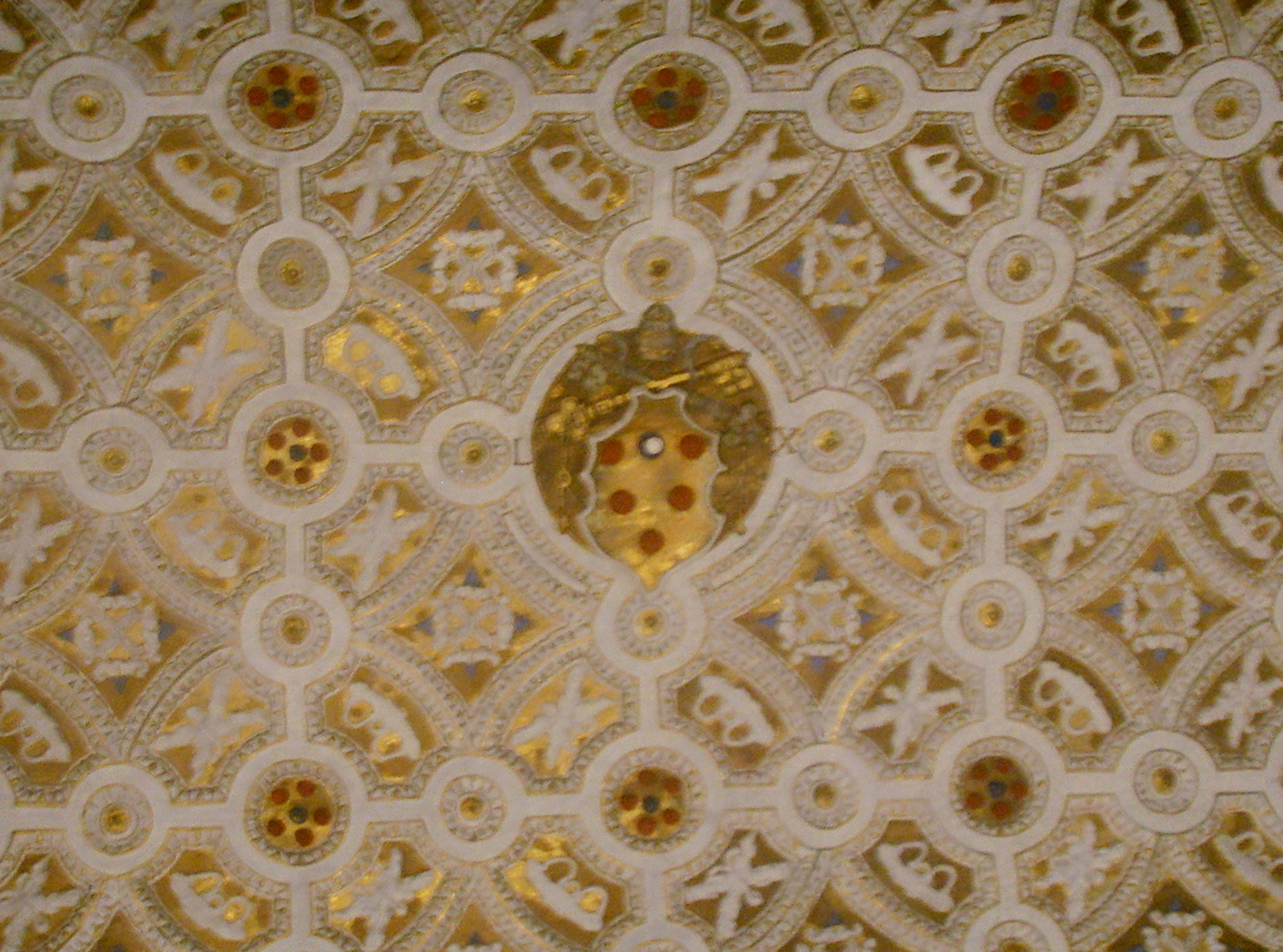
O brasão do Papa Leão X no tecto do Salão.

A Villa di Poggio a Caiano permaneceu sempre como a residência estival dos Médici e, além de hospedar numerosas personalidades, foi palco de importantes eventos da sua história dinástica. Particularmente, as esposas estrangeiras dos membros da família eram acolhidas na villa antes de chegarem a Florença, as quais aqui recebiam homenagem da nobreza florentina: foi o caso de Joana de Áustria, primeira esposa de Francisco I, e de Cristina de Lorena, esposa de Fernando I. Celebraram-se aqui, entre outros, os matrimónios entre Alexandre de Médici e Margarida de Áustria (1536), entre Cosme I e Leonor de Toledo (1539) e entre Francisco I e Bianca Cappello, já sua amante (1579). Os mesmos Bianca e Francisco encontraram a morte nesta villa (talvez envenenados) com a diferença de onze dias um do outro.

### Séculos XVII e XVIII

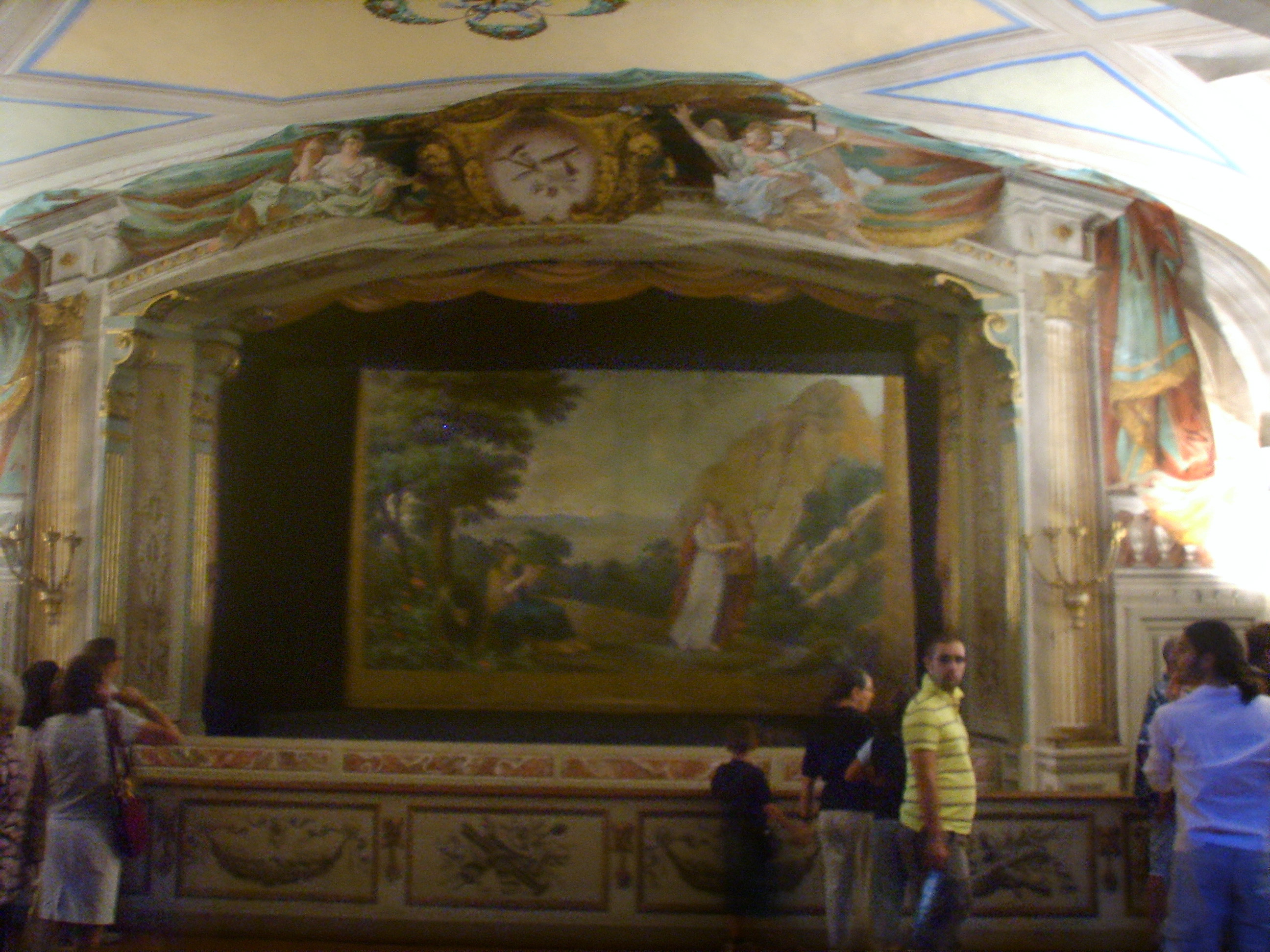
O teatro mandado construir por Margarida Luísa de Orleães.

Em 1661 chegou a Florença Margarida Luísa de Orleães, prima de Luís XIV de França e esposa de Cosme III. A princesa, com um carácetr profundamente diferente do taciturno e ultra-religioso Cosme e, sobretudo, da Grã-duquesa mãe Vittoria della Rovere, foi, de facto, relegada para Poggio a Caiano. Para aliviar a "prisioneira", além do séquito de cento e cinquenta pessoas, foi mandado construir o teatro no primeiro andar, antes desta regressar definitivamente a França, em 1675.
A Villa foi a residência preferida do filho de Cosme III, o Príncipe Fernando, grande amante das artes desapreciado prematuramente, que ali fez um activíssimo centro cultural. Representavam-se frequentemente comédias no teatro e aqui havia reunido uma singularíssima colecção que chamava de "Gabinete das obras em miniatura de todos os mais célebres pintores" (Gabinetto delle opere in piccolo di tutti i più celebri pittori). Trata-se duma pinacoteca disposta numa única sala da villa, que continha 174 quadros de outros tantos pintores diferentes, o maior dos quais media 1 x 0,75 metros, e que contava com obras de importantíssimos autores, entre os quais Dürer, Leonardo da Vinci, Raffaello Sanzio, Rubens, entre outros, lamentavelmente desmembrada em 1773 pelos Habsburgo-Lorena. A sala do Gabinete era afrescada por Sebastiano Ricci com uma "Alegoria das Artes" (Allegoria delle arti), mas infelizmente também esta obra se perdeu nas sucessivas reestruturações. O monumental órgão, ainda existente, é fruto dum desejo de Fernando.

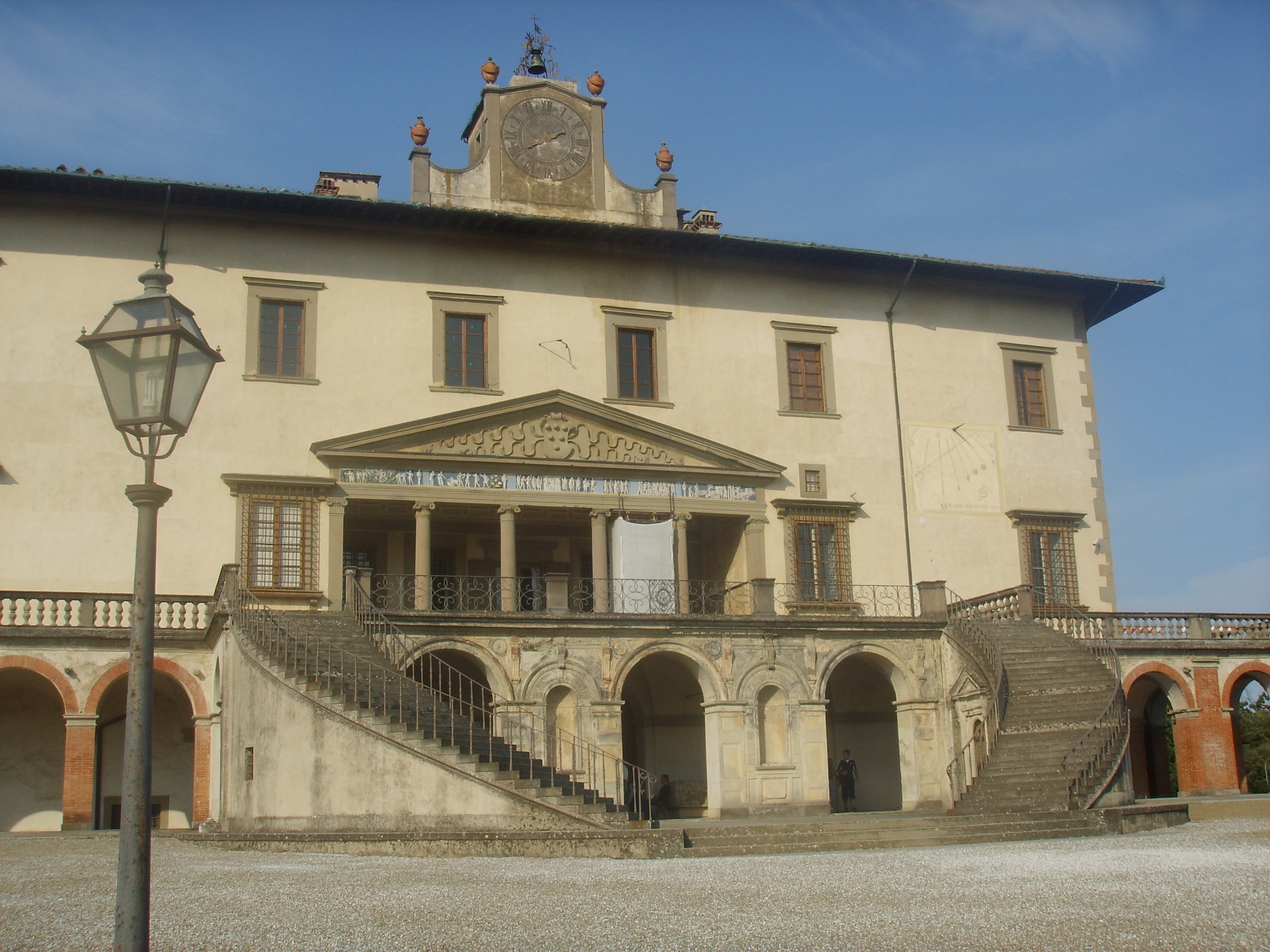
Pormenor da fachada com o relógio mandado colocar no século XVIII pelos Habsburgo-Lorena.

Com a morte de João Gastão de Médici (1737), irmão de Fernando e último descendente dos Médici, a villa passou para os novos Grão-duques da Toscânia, que continuaram a utilizá-la como residência estival ou como ponto de permanência durante as suas viagens em direcção a Prato ou Pistoia. Foram empreendidos os trabalhos necessários de manutenção e restauro periódicos, apesar de, segundo a sua estratégia económica, estes tenham desejado redimiensionar as propriedades agrestes: começaram por deixar de usar algumas villas (como a Villa Medicea dell'Ambrogiana e a Villa Medicea di Lappeggi), fazendo com os mobiliários confluíssem para o Palazzo Pitti e para as residências restantes. Poggio a Caiano não teve esta sorte, e testemunham aquele período apenas alguns móveis, como os pequenos caixotões em madeira prezados com incrustações representando vistas e paisagens. Os arquitectos Giuseppe e Giovan Battista Ruggeri cuidaram dum restauro geral, com a renovação do teatro e a colocação dum relógio na fachada.
Na época de Fernando III de Habsburgo-Lorena, o parque frente à villa foi dotado de algumas singulares estruturas para o divertimento: uma "roca volante", um baloiço, um "carrossel dos burros" e um "carrocel de cavalos", qua ainda estão conservados num ambiente de depósito.

### Século XIX

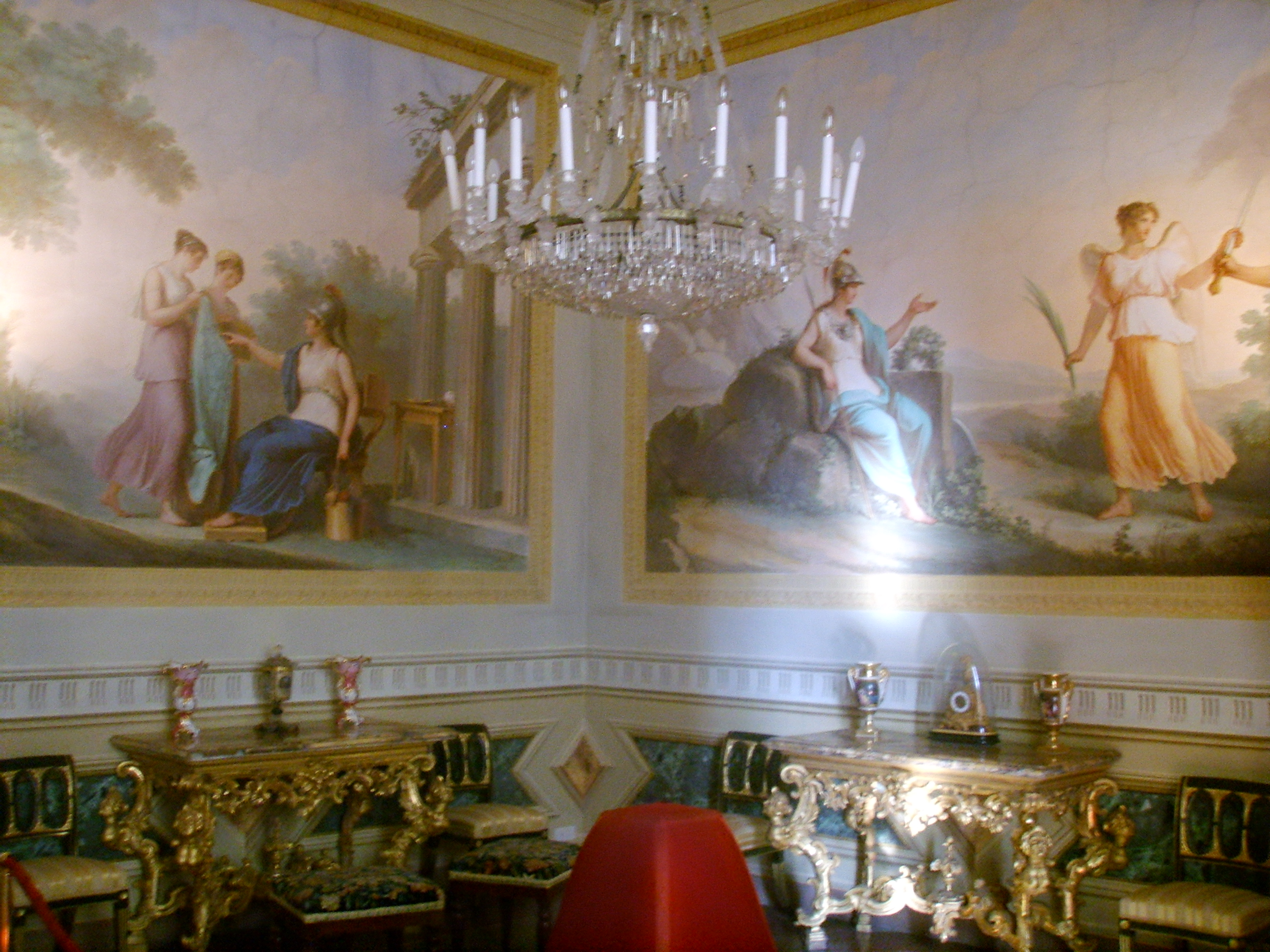
Sala neoclássica.

Com a conquista napoleónica, a Toscânia entrou na esfera de influência francesa, inicialmente como Reino da Etrúria e depois como parte do próprio Império Francês. A villa sofreu modificações internas e externas (sobretudo obra de Pasquale Poccianti) por iniciativa da regente Maria Luída da Etrúria e seguidamente de Elisa Baciocchi Bonaparte, irmã de Napoleão, Princesa de Lucca e Piombino a partir de 1804 e Grã-duquesa da Toscânia a partir de 1809. A Villa di Poggio a Caiano tornou-se numa das suas residências preferidas e, ao que parece, ter-se-á consumado aqui uma presumida relação amorosa entre o célebre violinista Niccolò Paganini, que deu numerosos concertos no teatro da villa. Exibiram-se aqui, entre outros, também Giovanni Paisello, Étienne Nicolas Méhul e Gaspare Spontini. Remontam a esta época os afrescos em estilo neoclássico do pratense Luigi Catani na sala de entrada do primeiro andar e noutras dezassete salas da villa, nos quais colaboraram vários artistas, sempre guiados por Catani.

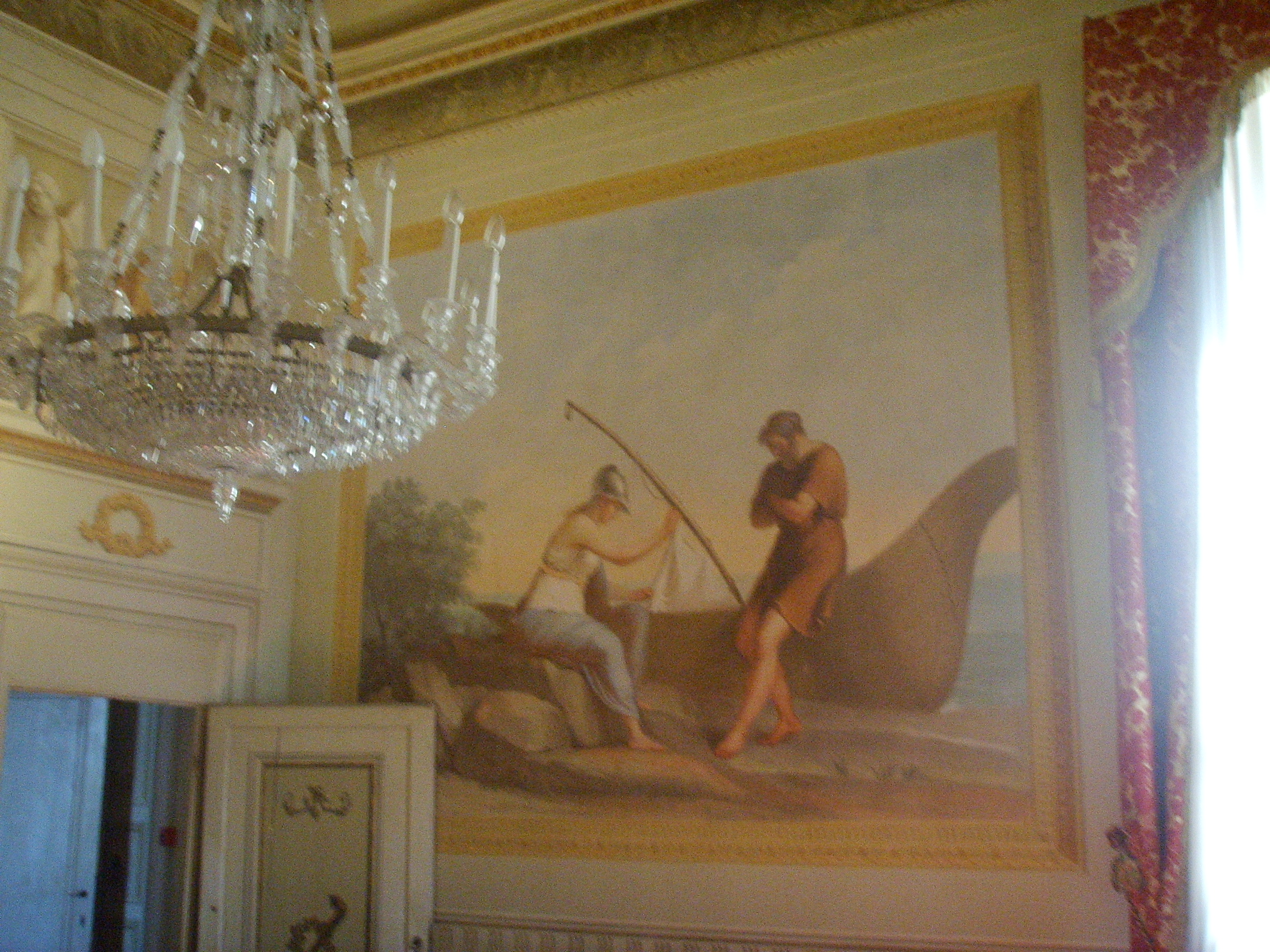
Afresco numa das salas neoclássicas.

Com a restauração, em 1819, prosseguiram as reparações e os trabalhos de reordenamento (sobretudo no jardim, onde foi construída uma limonaia, solene obra de Pasquale Poccianti, e foi realizado o parque à inglesa), os quais foram retomados com a constituição do Reino de Itália e o advento dos Sabóia.
Quando Florença se tornou capital da Itália, Vitor Emanuel II, amante dos cavalos e da caça, madou reorganizar a villa: foram construídas novas escudarias e algumas salas no piso térreo foram redecoradas, como a sala de bilhar ou a Sala de Refeições (Sala dei Pranzi), segundo projecto do arquitecto Antonio Sailer. Com Vittorio também chegou a Poggio a "bella Rosina", ou Rosa Vercellana, uma plebeia de Turim e amante do Rei, mais tarde sua mulher morganática. Testemunhas desta história de amor que teve a villa como cenário são os dois belos quartos, visitáveis no primeiro andar.
Em 1828 foram arranjados os meridianos nos dois lados do edifício, enquanto o interior da villa era adornado com móveis valiosos provenientes dos palácios Reais de Modena, Piacenza, Parma, Turim, Lucca e Bolonha, os quais confluíram para o património do novo reino unitário.

### Século XX

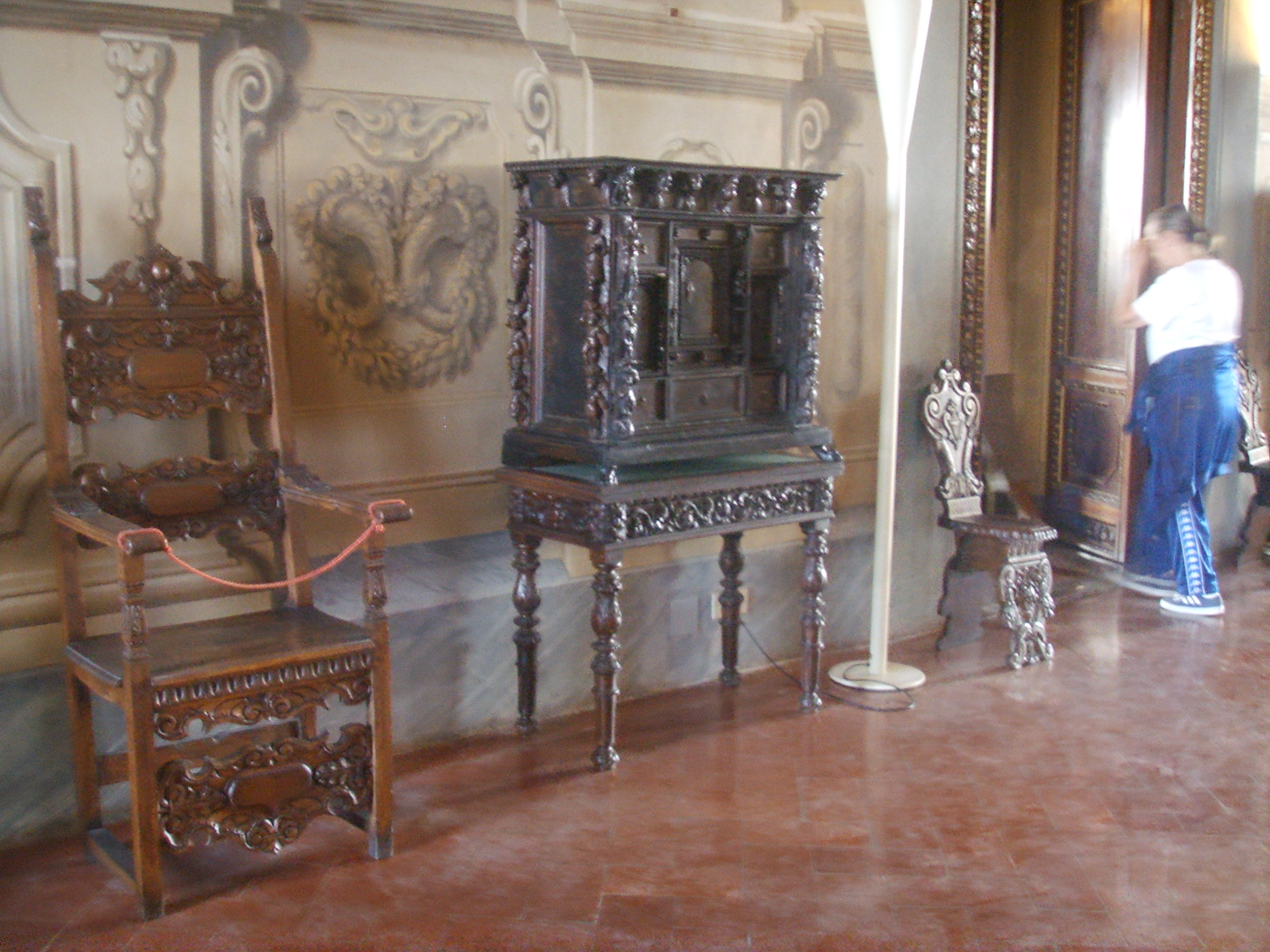
Móveis expostos na Villa Medicea di Poggio a Caiano.

Em 1919 a Administração da Casa Real doou a villa ao Estado Italiano. A Cascine di Tavola e a escudaria, que com a villa constituíam um complexo único de grande valor arquitectónico, foram, por outro lado, cedidas no mesmo período à Opera Nazionale Combattenti e Reduci e posteriormente vendidas a privados. Os móveis e os adornos do segundo andar foram irremediavelmente dispersos nesta época.
Durante a Segunda Guerra Mundial a villa foi usada como lugar de refúgio dos bombardeamentos para importantes obras de arte proveninetes de toda a Toscânia, como as estátuas da Sacristia Nova de Michelangelo ou os Quattro Mori de Livorno.
Em 1984 tornou-se Museu Nacional e, desde então, iniciou-se um importante ciclo de restauros, que ficou concluído somente em 2007, com a abertura do segundo andar ao público, onde esteve disposto o Museu da Natureza Morte (Museo della natura morta), com as grandes pinturas de Bartolomeo Bimbi, além de outras obras proveninentes da Villa Medicea di Castello, da Villa Medicea della Topaia, d Villa Medicea dell'Ambrogiana e de outros depósitos da superintendência.
Durante os restauros da década de 1980, graças a um preciosíssimo inventário datado de 1911, procurou-se reconstruir o mais fielmente possível o aspecto que o interior da villa teria naquela época, recuperando todos os objectos, móveis e obras de arte dispersos entre os vários museus e depósitos estatais.

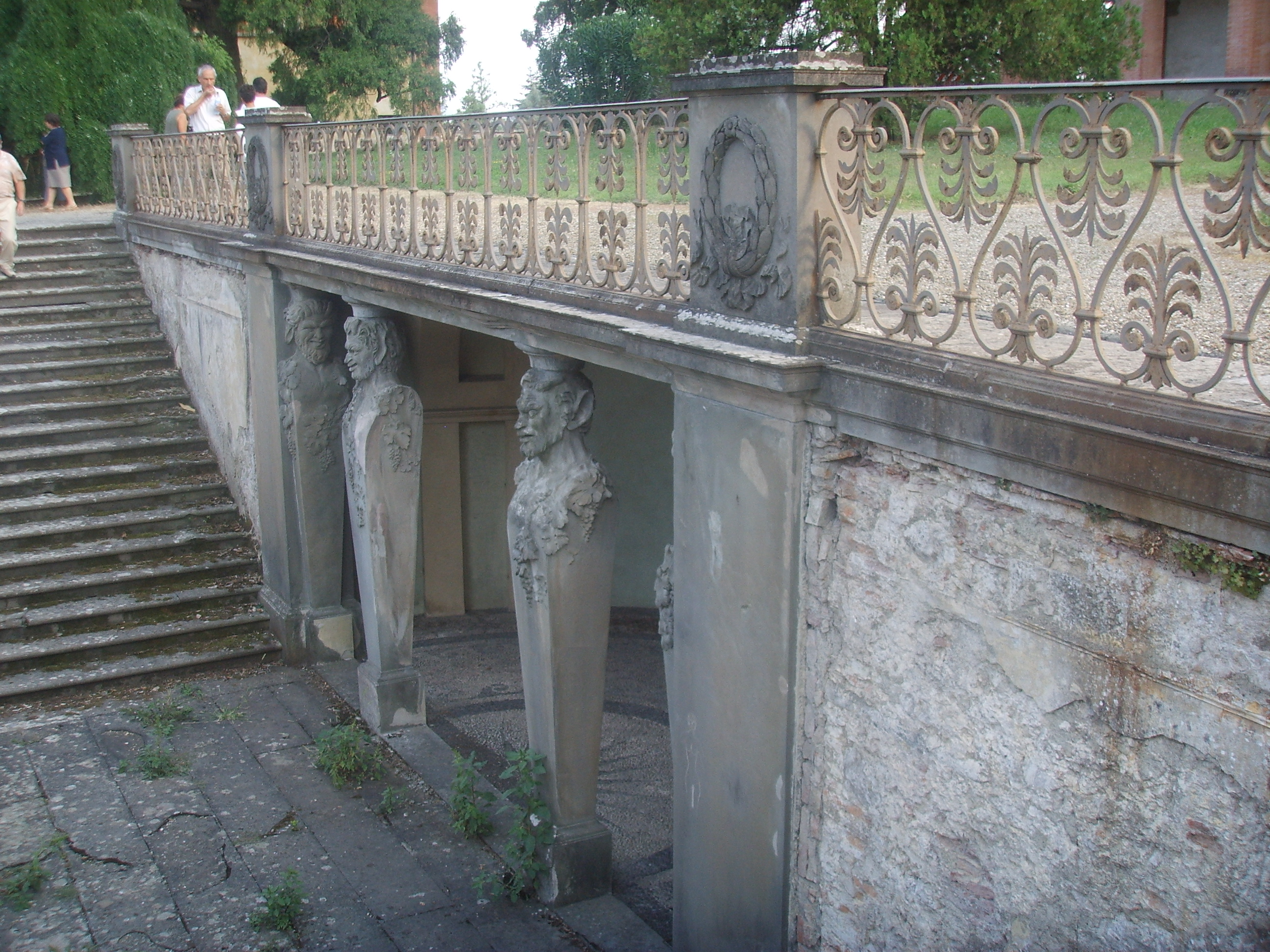
Espaço nas traseiras da villa.

### Propostas para o futuro

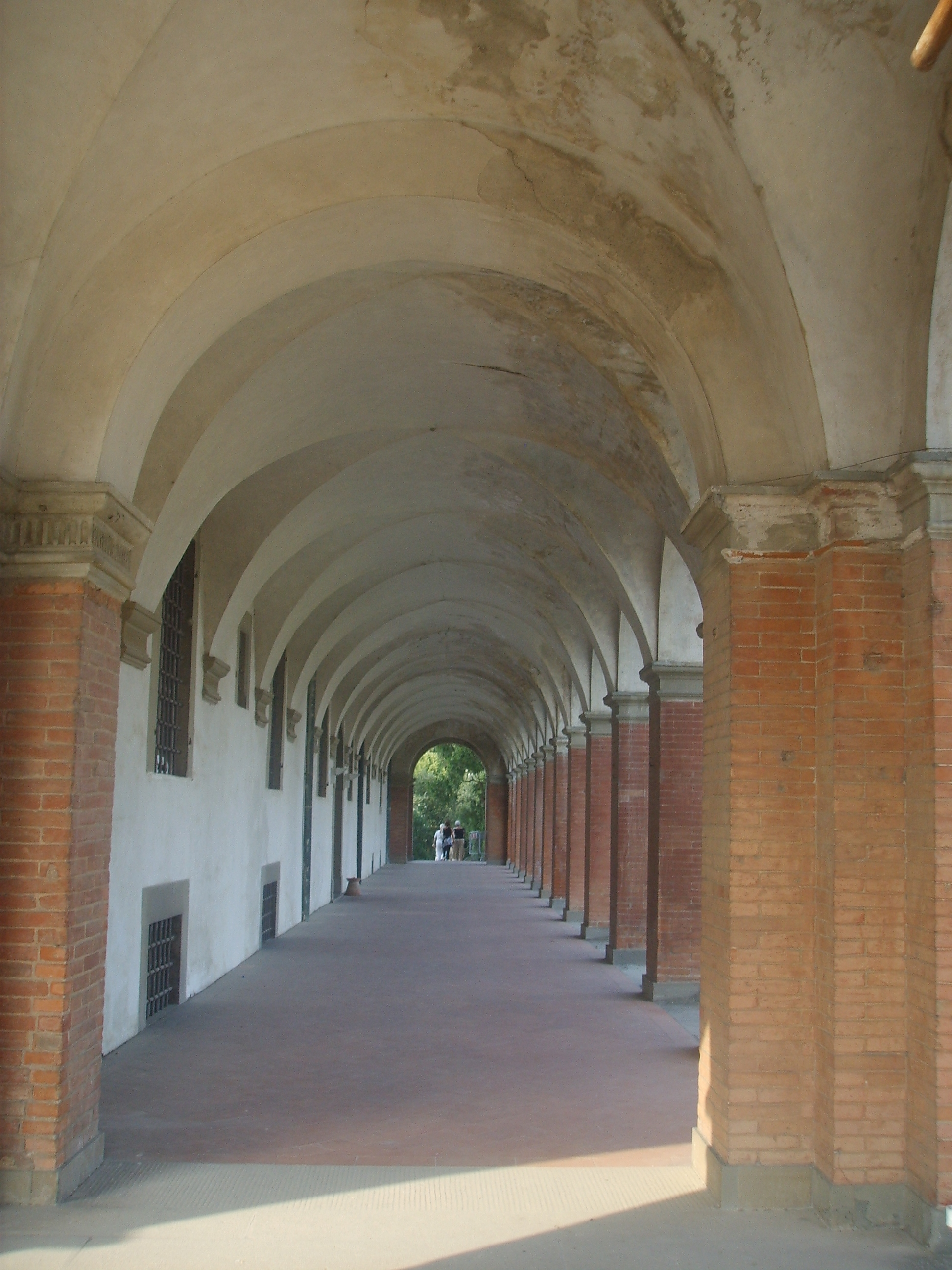
Arcada lateral.

A actividade dos pesquisadores e dos restauradores concentrou-se agora na recuperação doutros ambientes da villa com o intuito de torná-los fruíveis pelo público. Entre estes encontra-se a Cozinha (Cucinone) seiscentista e o Criptopórtico subterrâneo que a liga à villa. Este ambiente é um dos exemplos melhor conservados da arquitectura destinada às exigências domésticas duma Corte: compreende várias divisões usadas como lavandaria e até uma horta com ervas aromáticas medicinais para uso na cozinha. Junto à Sala della Pallacorda, antigamente usada como campo para jogo, estes espaços poderão ser usados para a exposição de carrosséis setecentistas.

## A villa
A Villa Medicea di Poggio a Caiano é o primeiro exemplo de arquitectura renascentistas que funde as lições dos clássicos (em particular Vitrúvio) com elementos característicos da arquitectura senhorial rural toscana e outras características inovadoras. São evidentes as lições de Alberti, desde a escolha do lugar no qual a villa surge, até à união da simetria com a harmonia das proporções. A introdução duma basis villae (a piataforma formada por arcos sobre a qual pousa o edifício) é tomada, por outro lado, de modelos clássicos como o Templo de Júpiter Axur em Terracina.

### Exterior

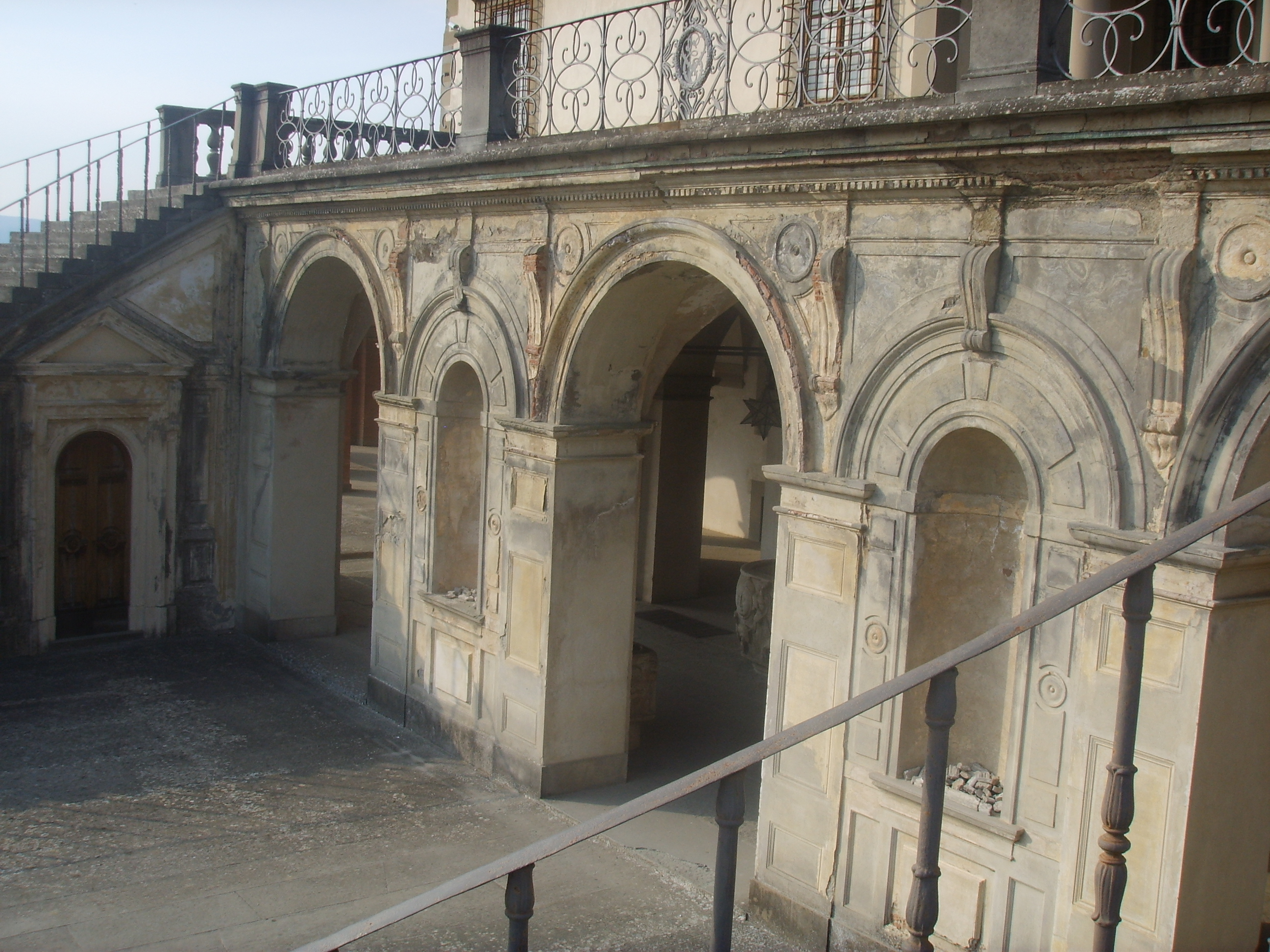
A loggia entre os dois braços da escadaria.

O exterior da villa manteve bastante intacto o projecto renascentista original de Sangallo, onde se acentuam as duas escadarias gémeas que conduzem ao terraço, erguidas nos primeiros anos da década de 1800 em substituição das originais, rectas e perpendiculares ao corpo da villa. Quem as projectou, em 1807, foi Pasquale Poccianti que idealizou "uma escada externa com facilidade de trânsito para as carruagens a coberto", realizada nos anos seguintes por Giuseppe Cacialli. Também o tecto foi modificado, quando em 1575 Alfonso Parigi substituíu o beiral onde existia um caminho e um coroamento com balaustrada com chaminés, com um prosseguimento do tecto mais saliente. No século XVII, por outro lado, foi acrescentada a torreta com o relógio, em eixo com o frontão central original.
O corpo do edifício é circundado por um terraço arcado. No alto das escadas encontra-se uma loggia encimada por um tímpano e por uma abóbada de berço finamente decorada em relevo. Na parede direita da loggia encontra-se uma decoração a fresco representando o Sacrificio di Lacoonte, de Filippino Lippi.

#### Friso

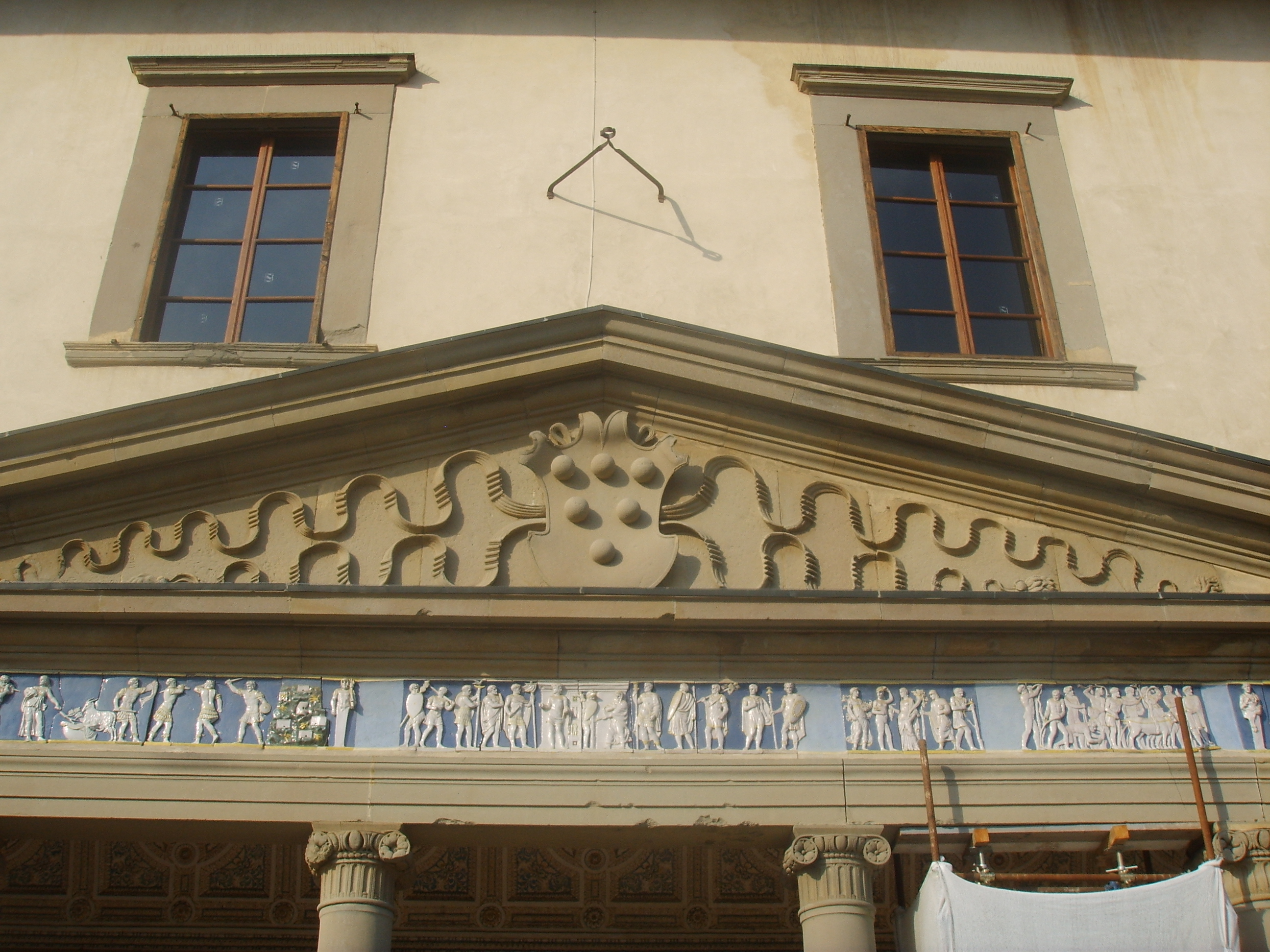
Frontão e cópia do friso original.

O friso em terracota vidrada (branco, azul e verde) que se vê hoje na arquitrave do tímpano na fachada principal da villa é uma cópia executada em 1986 pela manufactura Richard-Ginori, enquanto o original se encontra numa sala do primeiro andar do edifício.

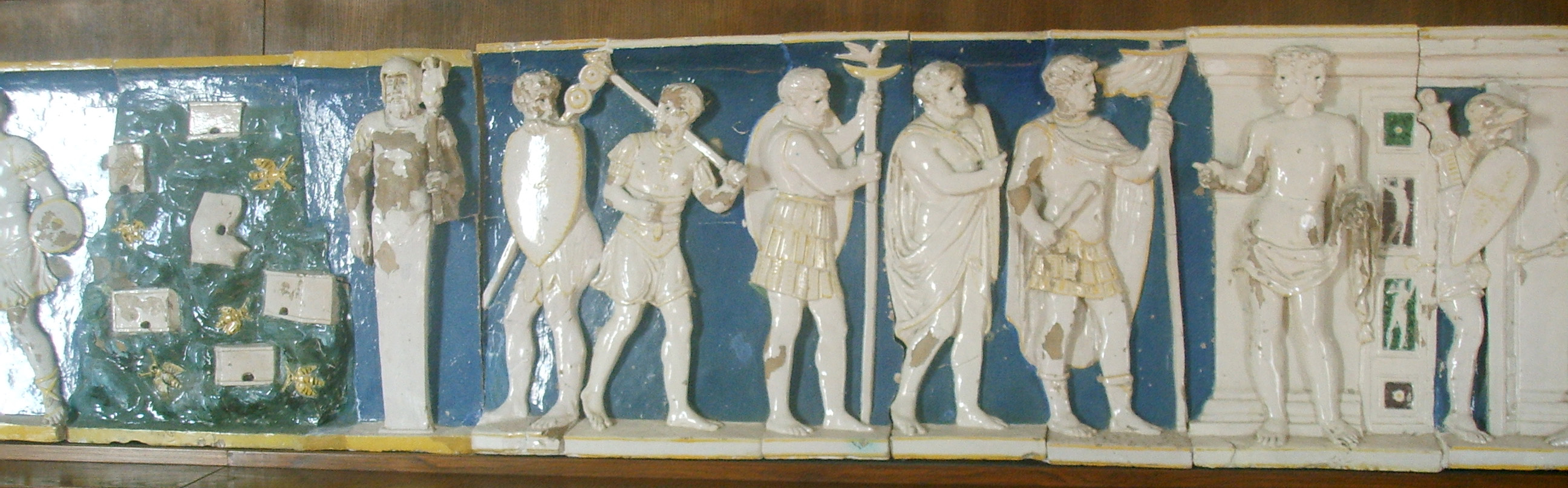
Fragmento do friso original.

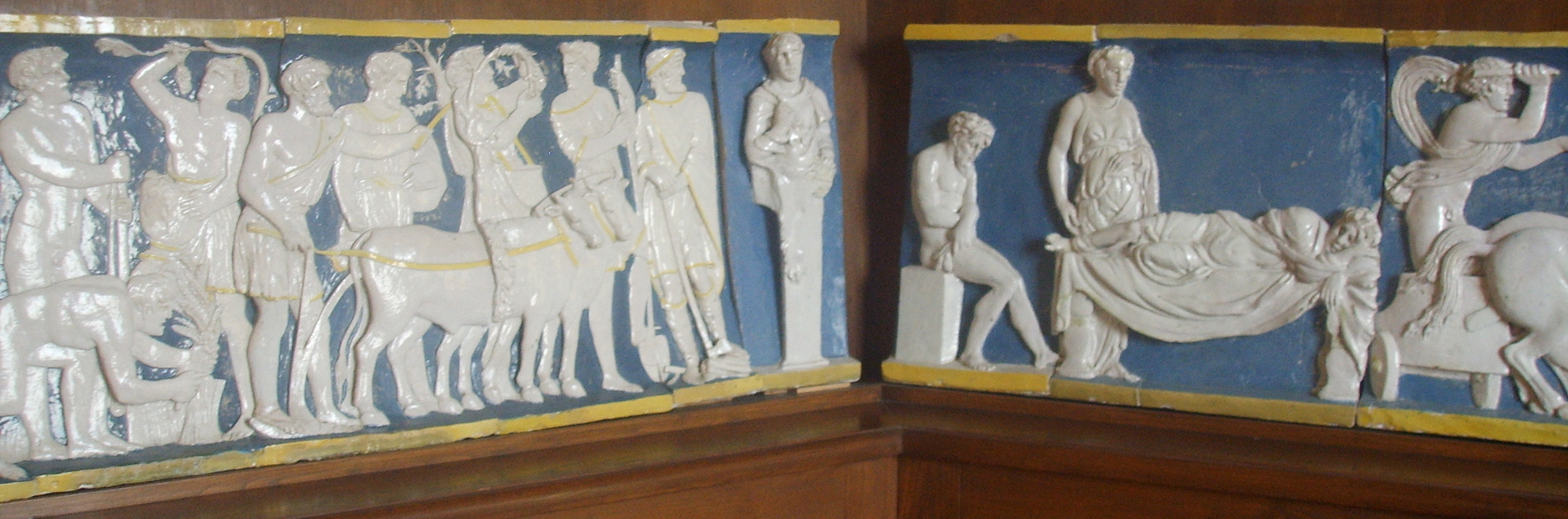
Fragmentos do friso original.

Esta obra, com um comprimento de 14,22 metros e uma altura de 85 centímetros, é de atribuição e datação incertas. Foi descrita, principalmente, por Andrea Sansovino relativamente à fase de construção de Lourenço o Magnífico, à qual remonta o tema do regresso à "Idade do Ouro", obra executada por Giuliano da Sangallo ou por Bertoldo, ou ainda resultante das duas fases, a segunda das quais terminada no tempo de Leão X.
O tema refinado e emblemático poderia, também, representar a escolha da alma segundo o mito platónico. De qualquer forma, é clara a natureza de expressão do complexo clima iniciático, relativo ao círculo filosófico de Lourenço, através duma série de figuras alegóricas, de evocação classicista.

### Interior
O interior da villa sofreu ao longo dos anos diversas transformações que lhe modificaram o aspecto original.

#### Piso térreo

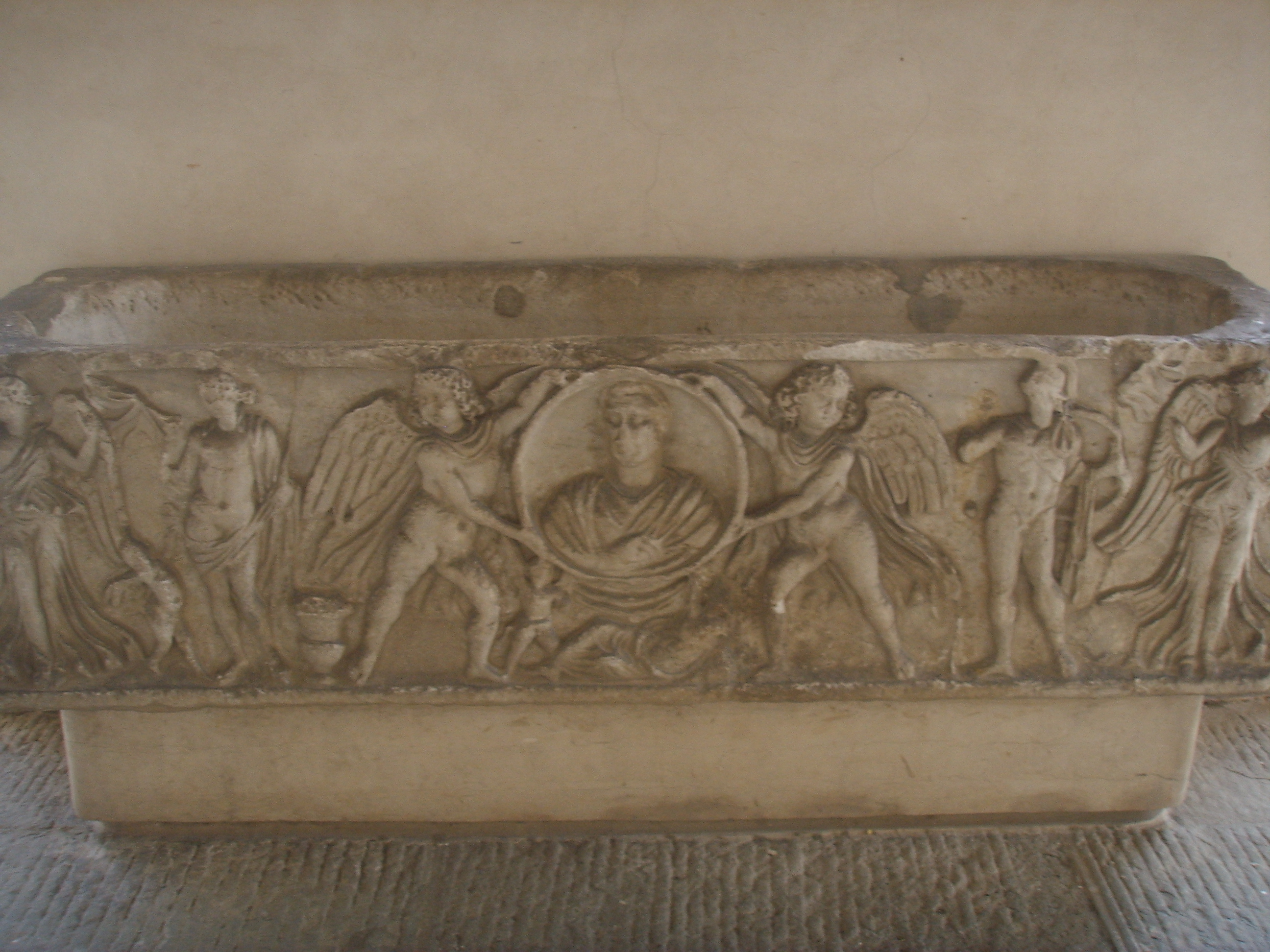
Um dos sarcófagos romanos existentes na arcada que circunda a villa.

Por trás da escadaria, abaixo da arcada que circunda a villa, onde estão colocados quatro sarcófagos romanos, acede-se aos apartamentos do andar térreo. Este piso, no século XVI, ainda era considerado secundário em relação ao piano nobile, pelo que a valorização destes ambientes remonta aos séculos seguintes, com exclusão dos apartamentos de Bianca Cappello.
A sala de entrada está rebocada em cor amarelo claro e reproduz algumas inscrições sobre Vitor Emanuel II e sobre o plebiscito que uniu a Toscânia ao nascente Reino de Itália.

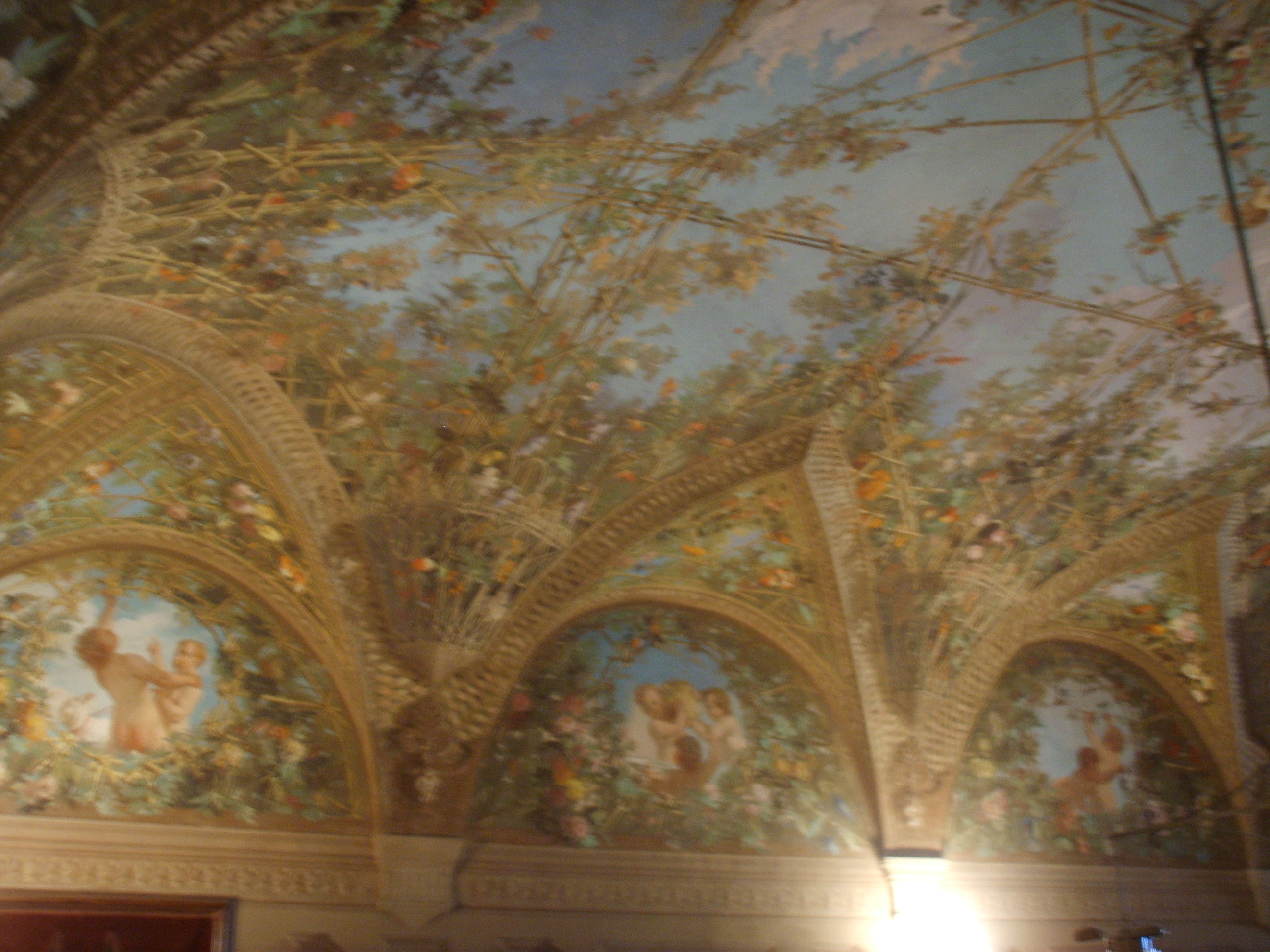
Tecto da Sala dos Bilhares (Sala dei Biliardi).

Seguidamente, entra-se no Teatrino, idealizado para Margarida Luísa de Orleães, a esposa pouco apreciada de Cosme III. Esta foi, de facto, relegada para Poggio a Caiano, e para aliviar a sua vida de reclusa pensou em mandar realizar um teatro, do qual temos a primeira menção em 1697 como Teatrino delle Commedie. O uso do teatro tornou-se mais frequente com o Príncipe Fernando, que morreu prematuramente, não chegando a ser Grão-duque.
Segue-se a Sala dei Biliardi, em estilo saboiano, com a abóbada afrescada como um caramanchão do qual avançam putti e amorini, enquanto sobre um pano pintado se encontram representadas as insígnias Reais dos Sabóia.
Na sala seguinte estão alojadas duas pinturas de teor bíblico atribuídas a Paolo Veronese: Mosè e il roveto ardente ("Moisés e o espinheiro ardente") e Il passaggio del Mar Rosso ("A passagem do Mar Vermelho").

#### Apartamento de Bianca Cappello

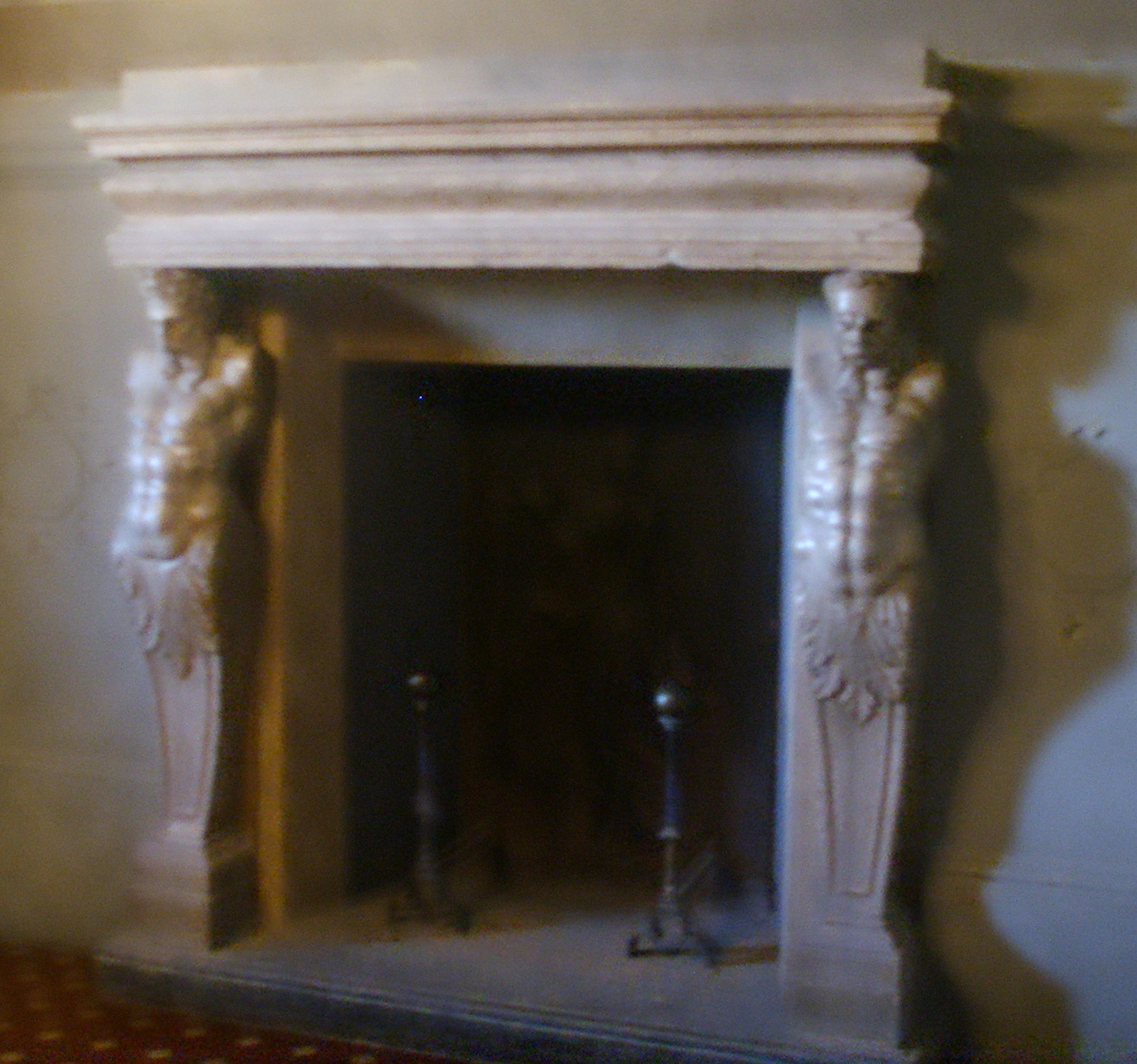
Lareira na Stanza del Camino, Apartamentos de Bianca Cappello.

À direita, acede-se aos apartamentos de Bianca Cappello, onde é possível perceber mais nitidamente que em qualquer outro lugar o aspecto renascentista da villa. Bianca Cappello era uma dama nobre veneziana, muito culta e refinada, que teve uma relação amorosa com o Grão-duque Francisco I. Esta relação secreta que envolvia o soberano da cidade, já casado com Joana de Áustria, e uma dama também casada, foi um dos maiores escândalos do Renascimento e uma das páginas mais romanescas da saga dos Médici: apesar dos dois amantes terem feito de tudo para manterem o segredo, a sua história foi tema de bisbilhotices e maldicências desde o início.

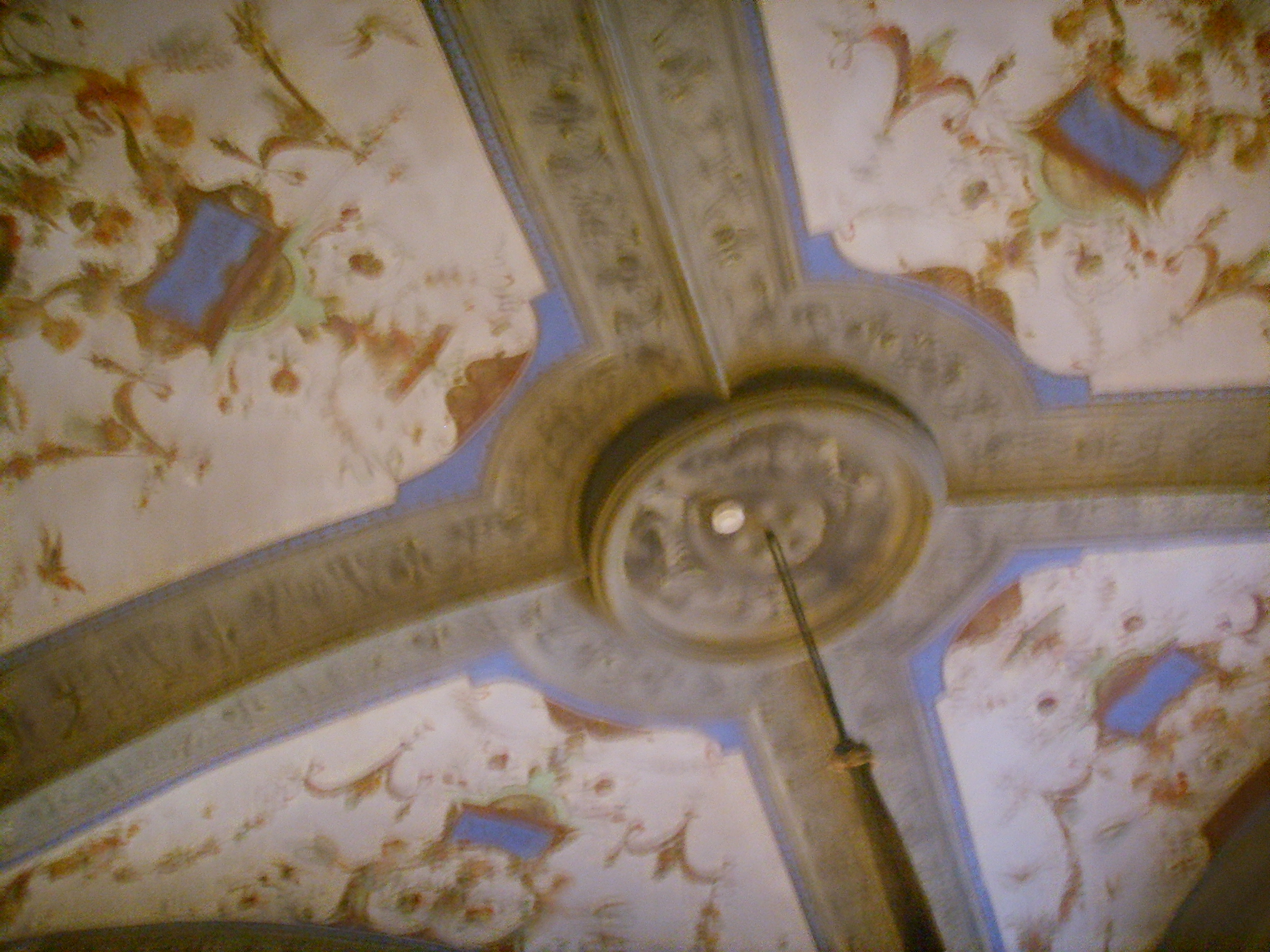
Detalhe dum tecto dos Apartamentos de Bianca Cappello.

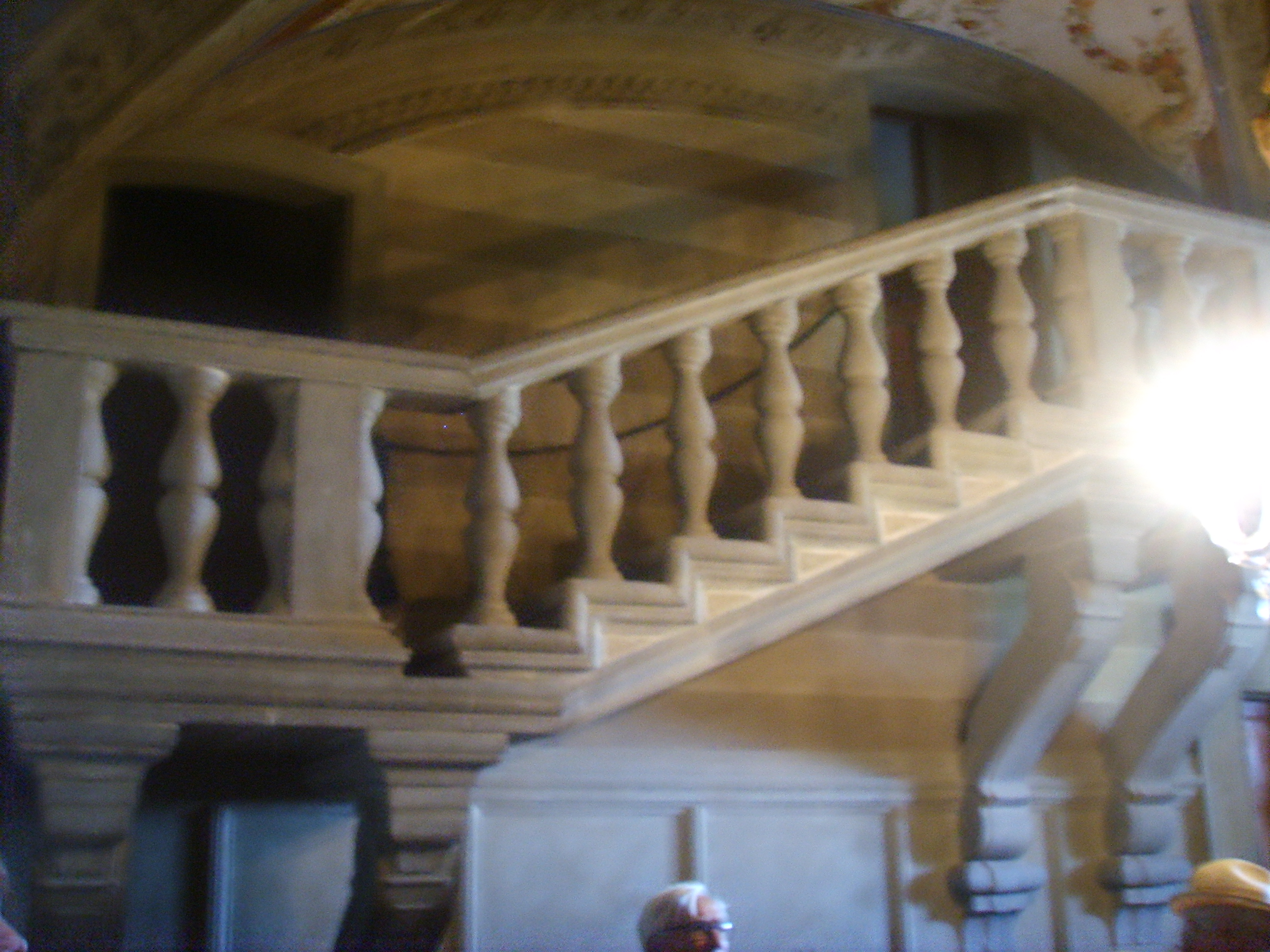
Lareira nos Apartamentos de Bianca Cappello.

Em Poggio a Caiano a sua história viveu alguns dos momentos mais importantes. De facto, a dama foi para aqui relegada, odiada pela família e pela Corte dos Médici, toda alinhada com a esposa legítima, estrategicamente afastada de Florença. Inicialmente foi confinada a uma villa secundária em Poggio a Caiano, chamada de Il Cerretino, e em tal ocasião nasceram algumas fantasias populares, como a existência dum corredor subterrâneo que permitisse aos dois amantes encontrarem-se secretamente. Com a morte do marido de Bianca e de Joana de Áustriaos dois amantes poderam finalmente casar, tendo passado em Poggio a Caiano alguns dos momentos mais belos da sua vida conjugal. Os apartamentos de Bianca Cappello, no piso térreo, ainda testemunham esta ligação com a villa. Na villa, os dois encontraram fatalmente a morte, em Outubro de 1587, com um dia de diferença um do outro: só um estudo científico, entre 2004 e 2006, permitiu apurar que estes foram verdadeiramente envenenados com arsénico e não vitimados pelas febres terçâs, como descreveram as crónicas oficiais da época.
Dos Apartamentos de Bianca Cappello, actualmente apenas é visitável a Stanza del Camino. A sala, embora decorada ecleticamente no século XIX, ainda conserva a bela lareira em mármore branco, com a consola mantida por dois atlantes esculpidos com notável força plástica. A paternidade da obra ainda não foi clarificada, mas o âmbito da realização é seguramente próximo de Bernardo Buontalenti, como é evidenciado pela força dos torsos e pelas cabeças fantasiosamente enfurecidas. Talvez sejam atribuíveis à permanência de Alfonso Parigi o velho na villa, em 1575, que estava empenhado, juntamente com Buontalenti, na execução da Villa Medicea di Cerreto Guidi. Do mesmo autor também é, talvez, a escadaria em pietra serena que liga as duas aberturas na mesma sala, com as quais se reunia o quarto da Duquesa Bianca, revestida de couro estampado e móveis neo-renascentistas, fruto duma completa renovação de estilo, datada de cerca de 1865.

#### Andar nobre

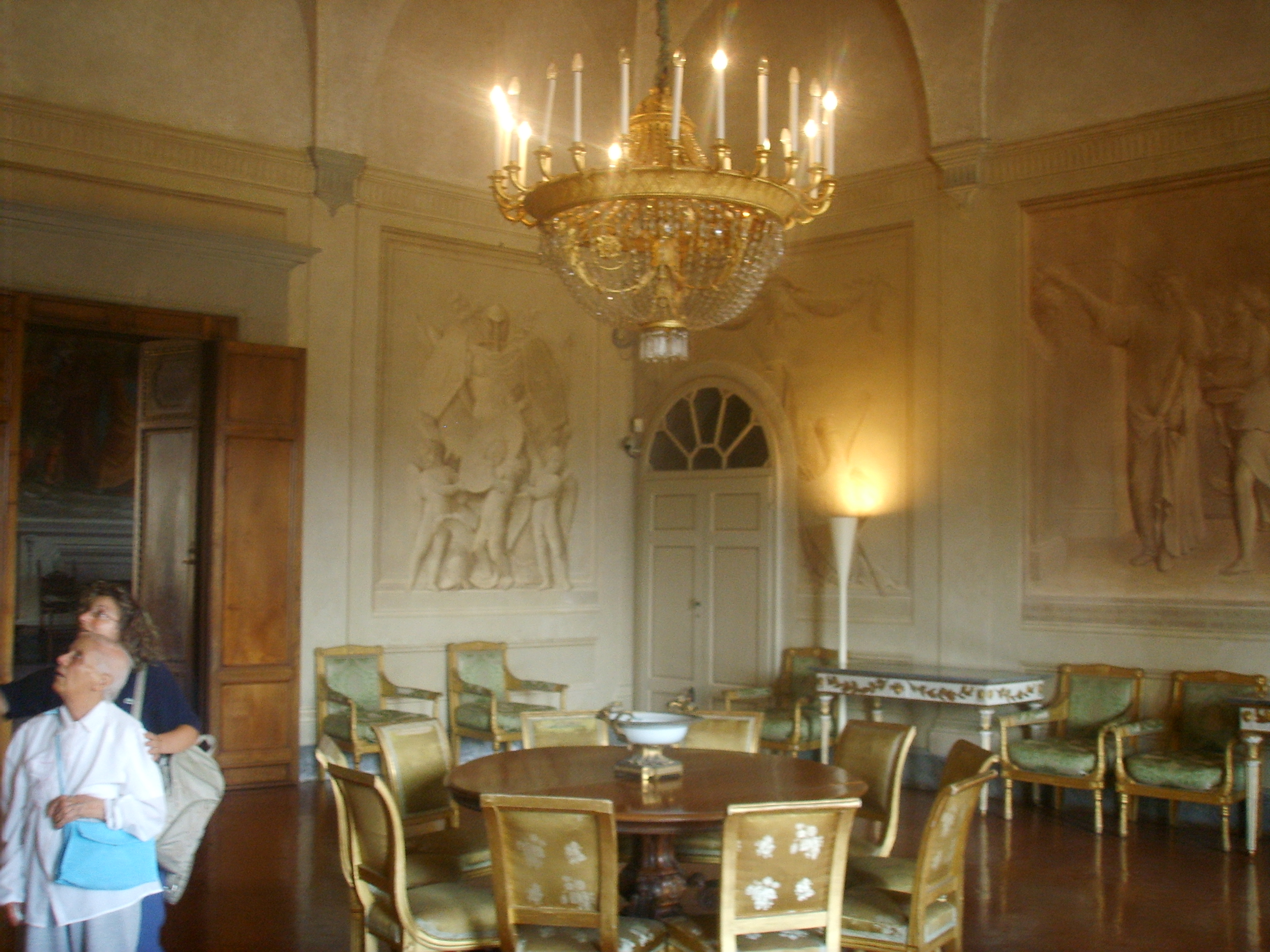
Sala de entrada no andar nobre.

No primeiro andar encontra-se o ambiente mais interessante da villa: o Salão Leão X, colocado no centro do edifício e terminado por volta de 1513. Segundo Vasari, a decoração da abóbada pertence só em parte a Sangallo, sendo o resto obra de Franciabigio e de Cosimo Feltrini. A decoração a fresco constitui um dos ciclos mais importantes do período do Maneirismo.

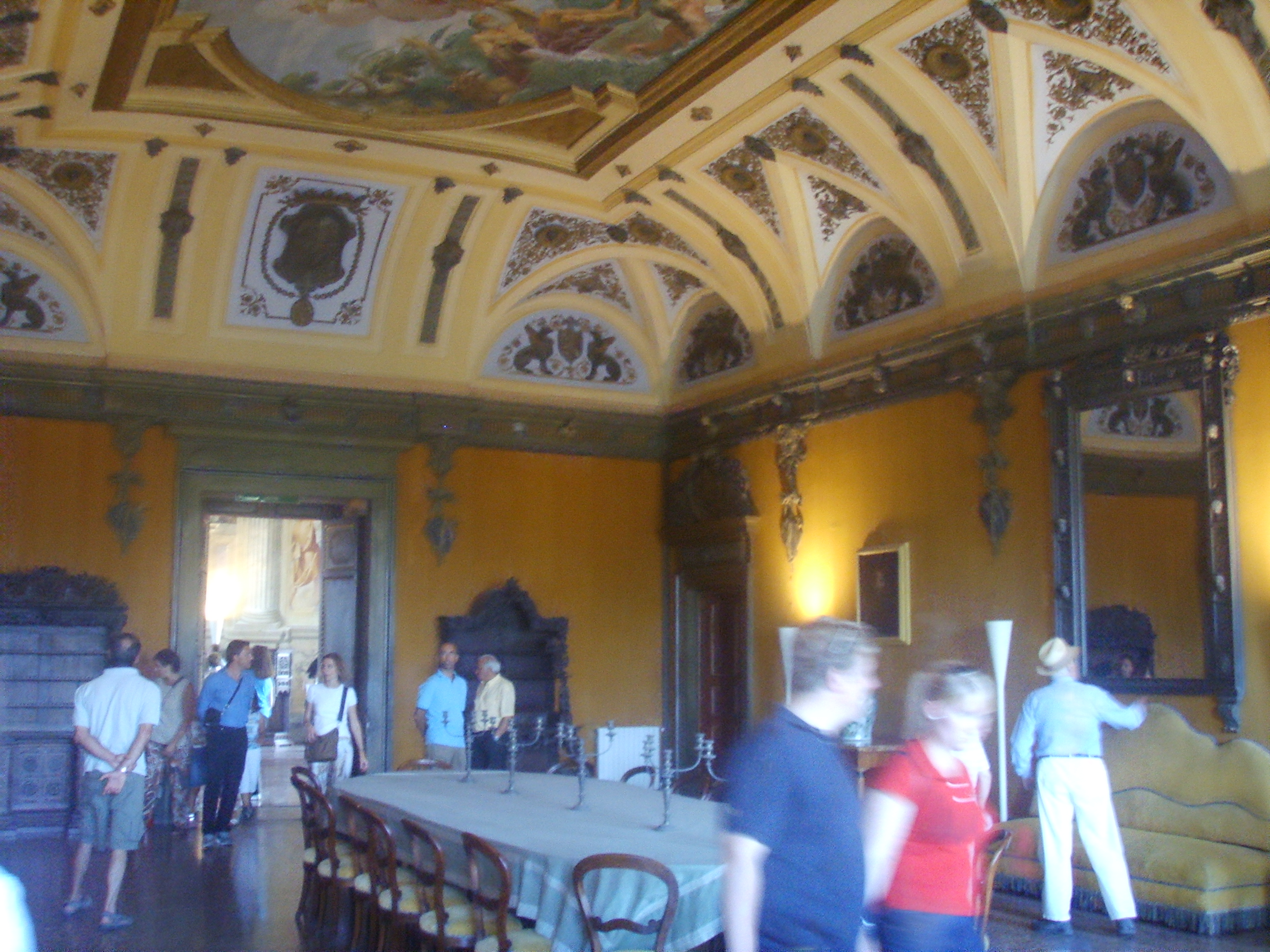
Salão dos Estuques.

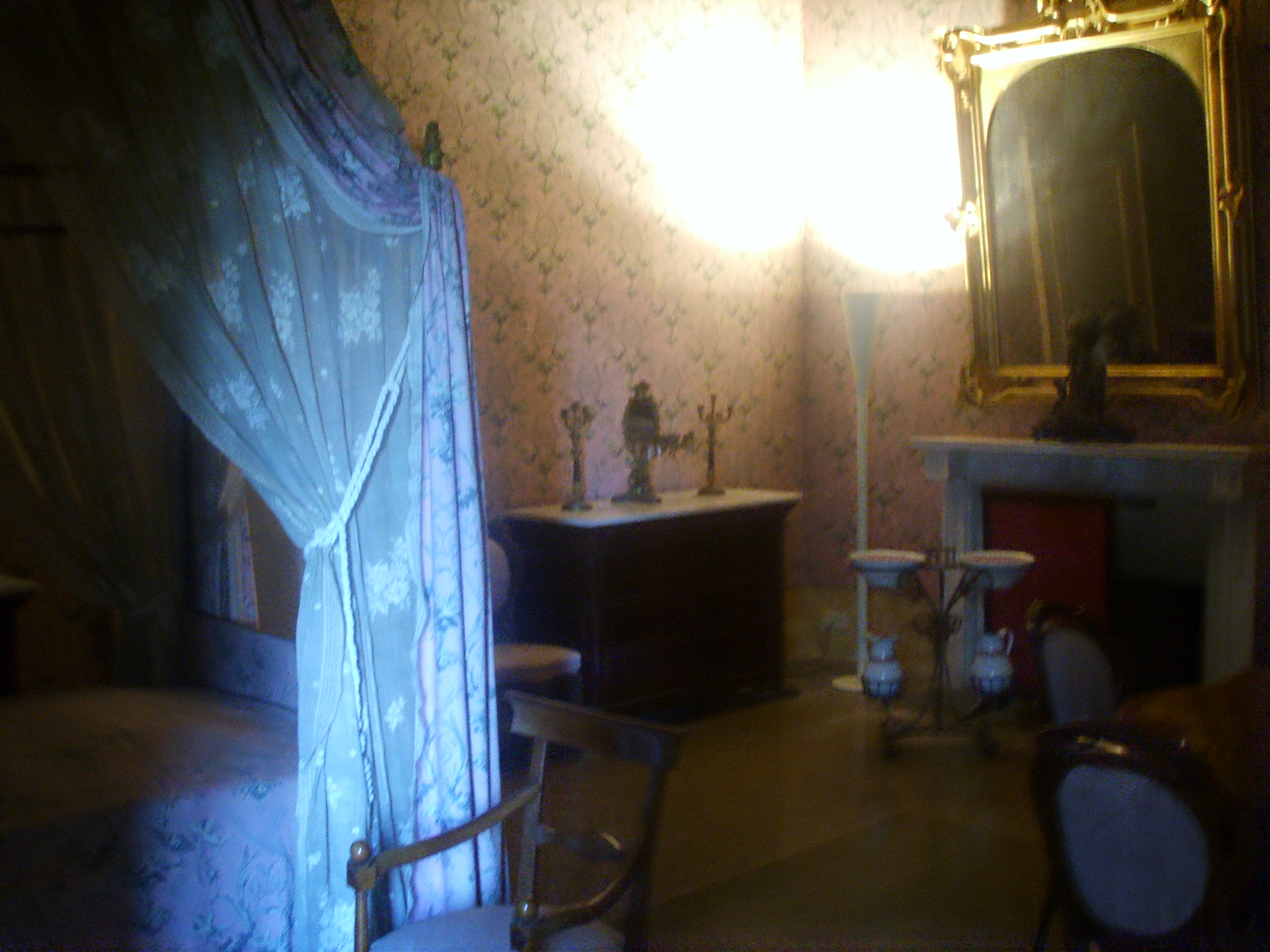
Quarto da Bella Rosina.

Ainda no primeiro andar, é visitável a sala de entrada, com pinturas do século XIX, obra de Luigi Catani, reproduzindo temas celebrativos que se referem à fundação da villa: as cenas representadas são "Lourenço o Magnífico que recebe o modelo da villa de Giuliano da Sangallo" (Lorenzo il Magnifico che riceve il modello della villa da Giuliano da Sangallo) e "Agnolo Poliziano que coroa com louro o busto de Homero" (Agnolo Poliziano che incorona con l'alloro il busto di Omero).
No tecto da chamada Sala de Refeições (Sala da pranzo) encontra-se um grande afresco, obra de Anton Domenico Gabbiani, representando a obra de pacificação de Cosmo de Médici, pai da pátria. A pintura remonta a 1698 e foi encomendada pelo Príncipe Fernando de Médici. Esta sala também é conhecida como Salão dos Estuques (Salone degli stucchi), mas os estuques em questão, com retratos dos Médici, entre medalhões e outras decorações, foram removidos em 1812 por serem considerados demasiado redundantes. Somente em alguns períodos do ano é que a mesa é decorada com a toalha de mesa (carpita da tavola), com desenhos à mourisca idealizados por Agnolo Bronzino entre 1533 e 1548, magnificamente tecida com seda e filamentos de ouro e prata.

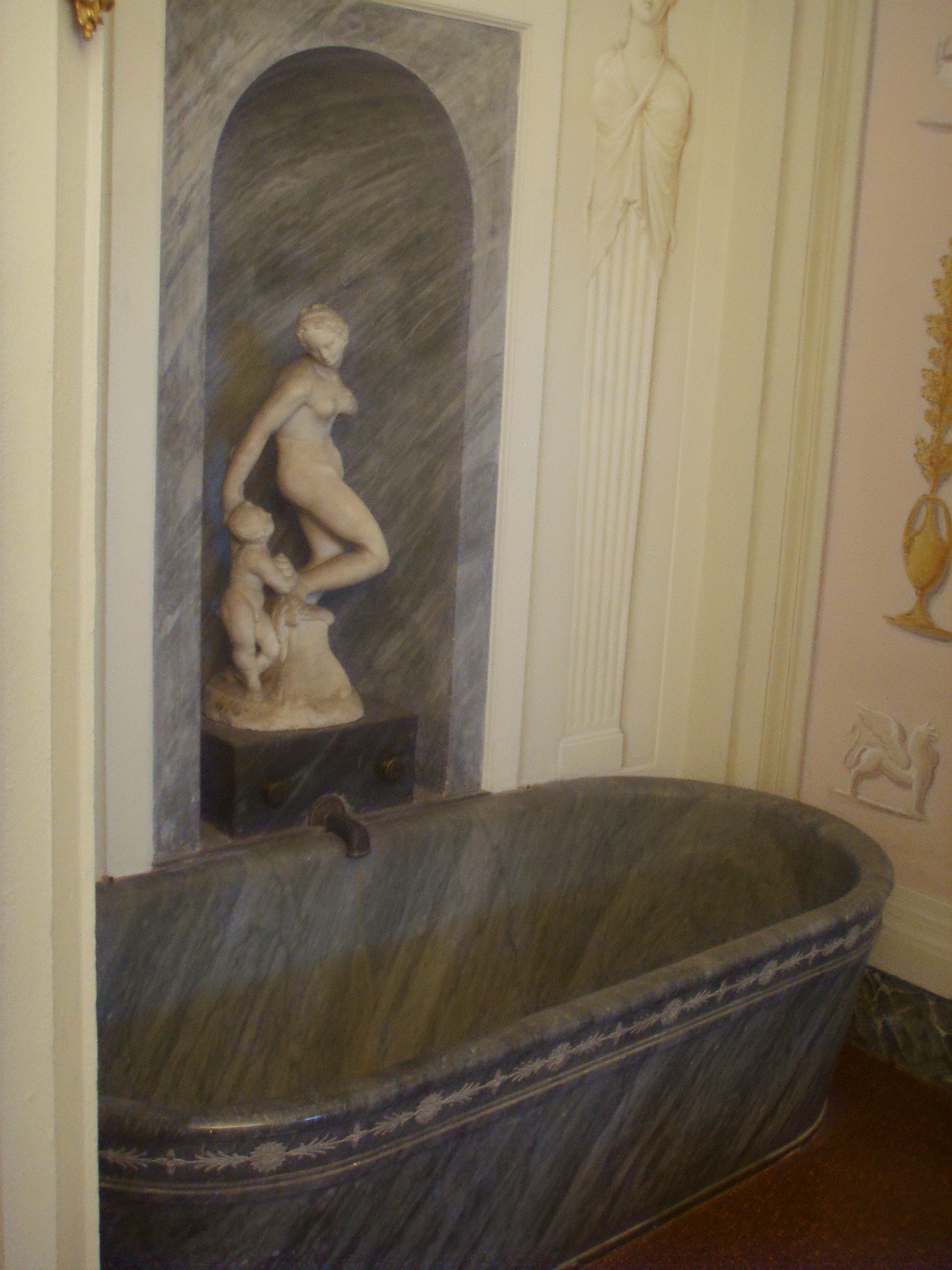
Banho à francesa, com a estátua de Vénus.

O primeiro andar é completado com o apartamento de Vitor Emanuel II, com quatro salas - Guarda-roupa, Estúdio, Sala de Recepção (Sala da Ricevere) e quarto - e com o da Condessa de Mirafiori (a "Bella Rosina") composto por três salas com mobiliário antigo. A sala da Bella Rosina, em particular, está decorada com uma cama com baldaquino e paredes inteiramente revestidas de seda rosa com motivos florais (1865), drapejada em raios de forma a deixar ver, ao centro, um afresco neoclássico preexistente. O banho à francesa, obra do arquitecto da Corte Giuseppe Cacialli, foi desejado por Elisa Bonaparte Baciocchi e comportou a demolição de algumas salas mais antigas. Hoje em dia encontra-se bem conservado, com a banheira em mármore com entalhes e uma escultura de "Vénus e Amor" (Venere e Amore) num nicho, além do mobiliuário de toillete original. Os dois afrescos, com temas mitológicos, representam "Aquiles imerso no rio Lete" (Achille immerso nel fiume Lete) e '"Teti assiste à partida de Aquiles" (Teti assiste alla partenza di Achille).
Em 1807, Poccianti projectou, além da escadaria externa, a escadaria interior que liga o piso térreo aos restantes andares do edifício, tendo sido encarregado, por outro lado, de alguns trabalhos de restauro no andar superior da villa. Do mesmo período datam, também, as pinturas a fresco em algumas salas, de estilo pretensamente neoclássico, com temas tirados da mitologia antiga.

### Os afrescos renascentistas

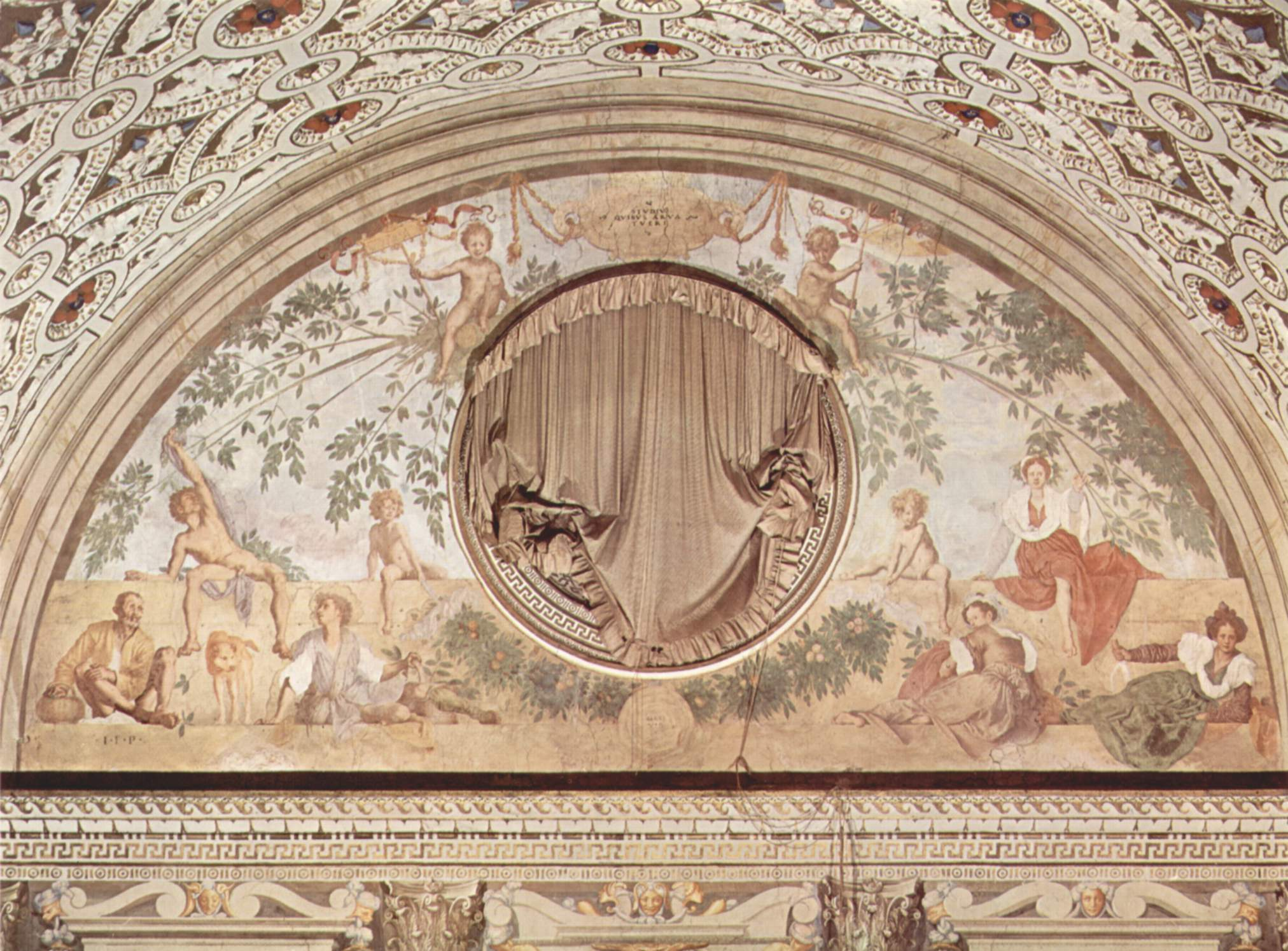
Luneta de Pontormo.

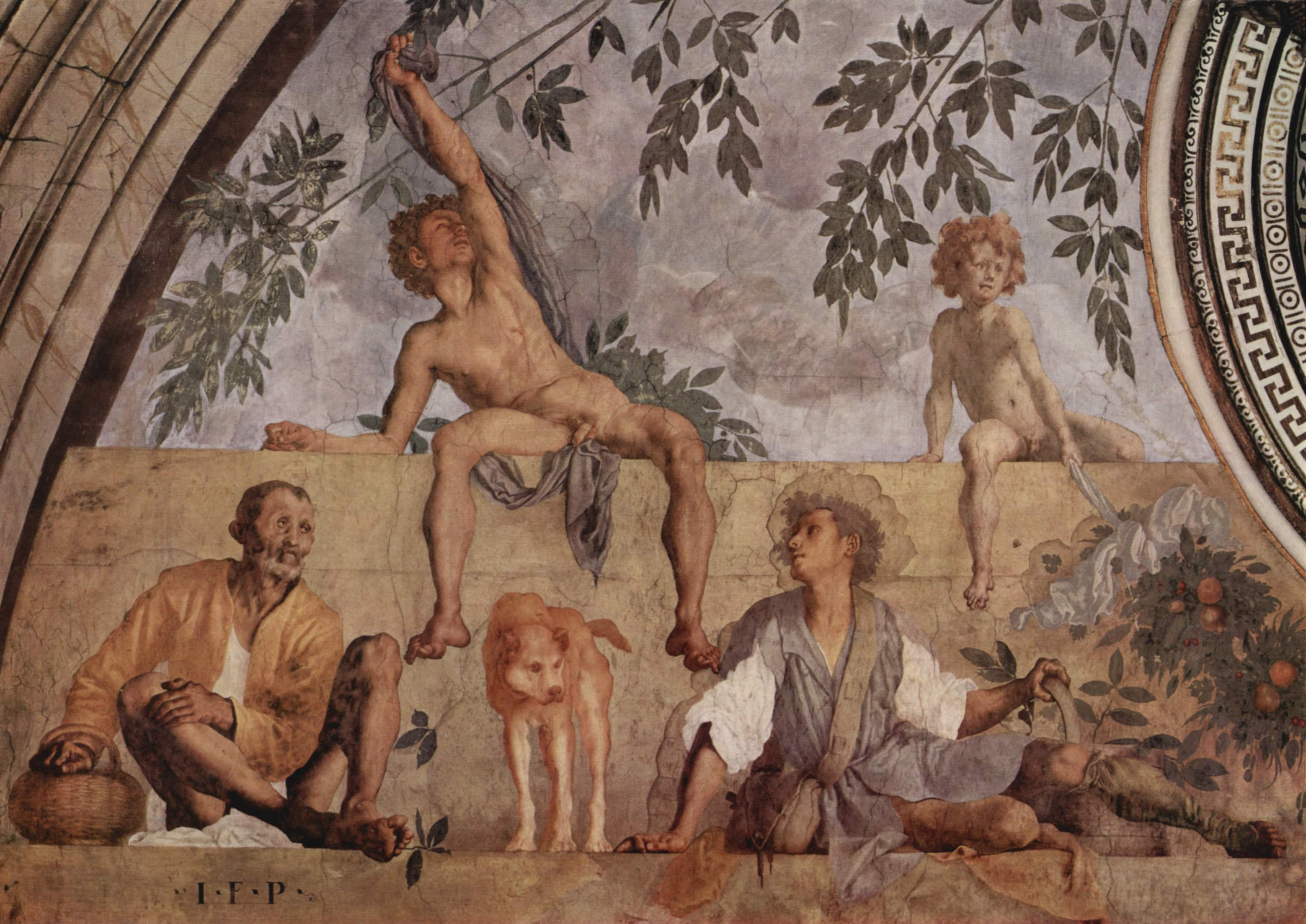
Detalhe da luneta de Pontormo.

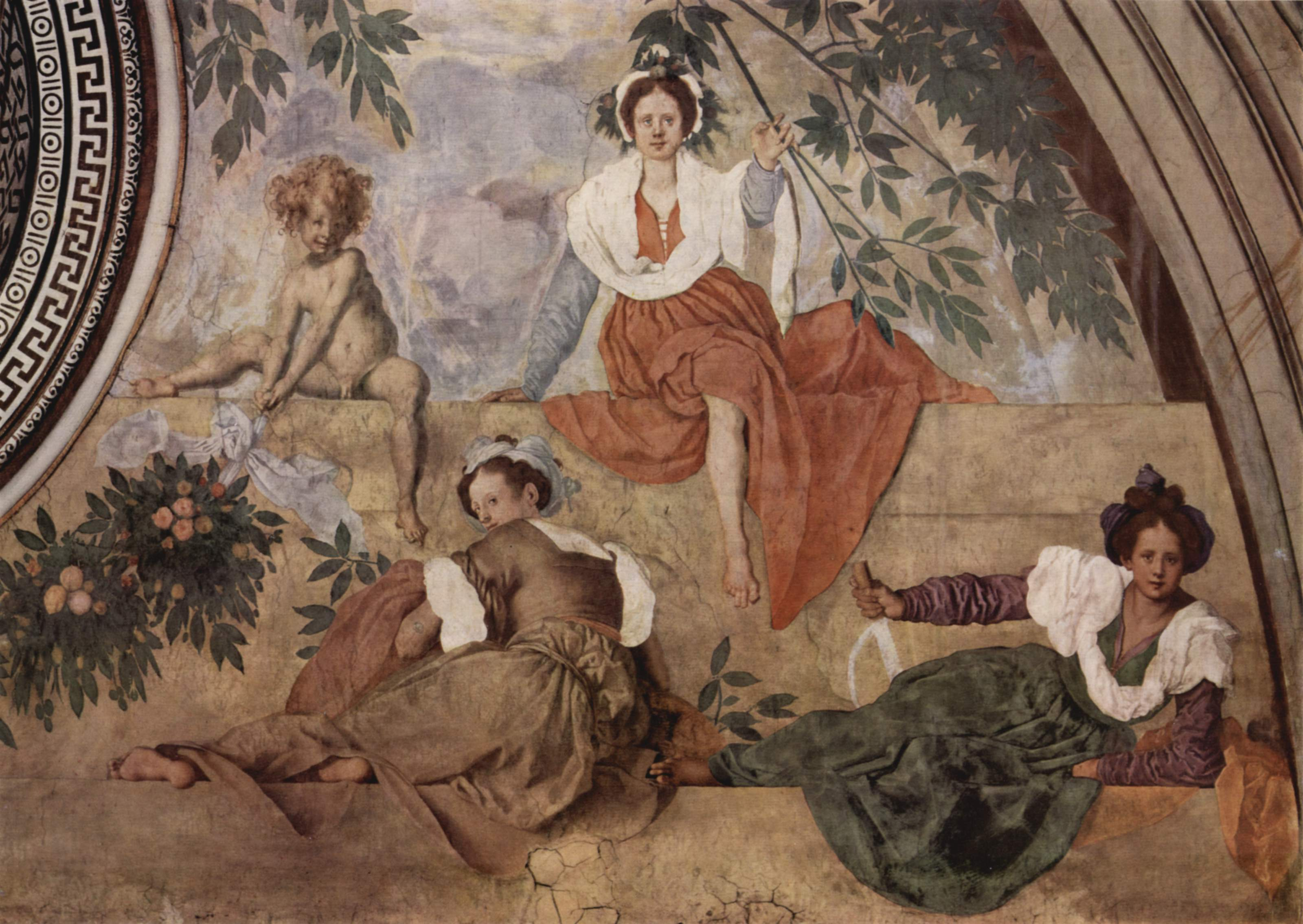
Pomona, detalhe da luneta de Pontormo.

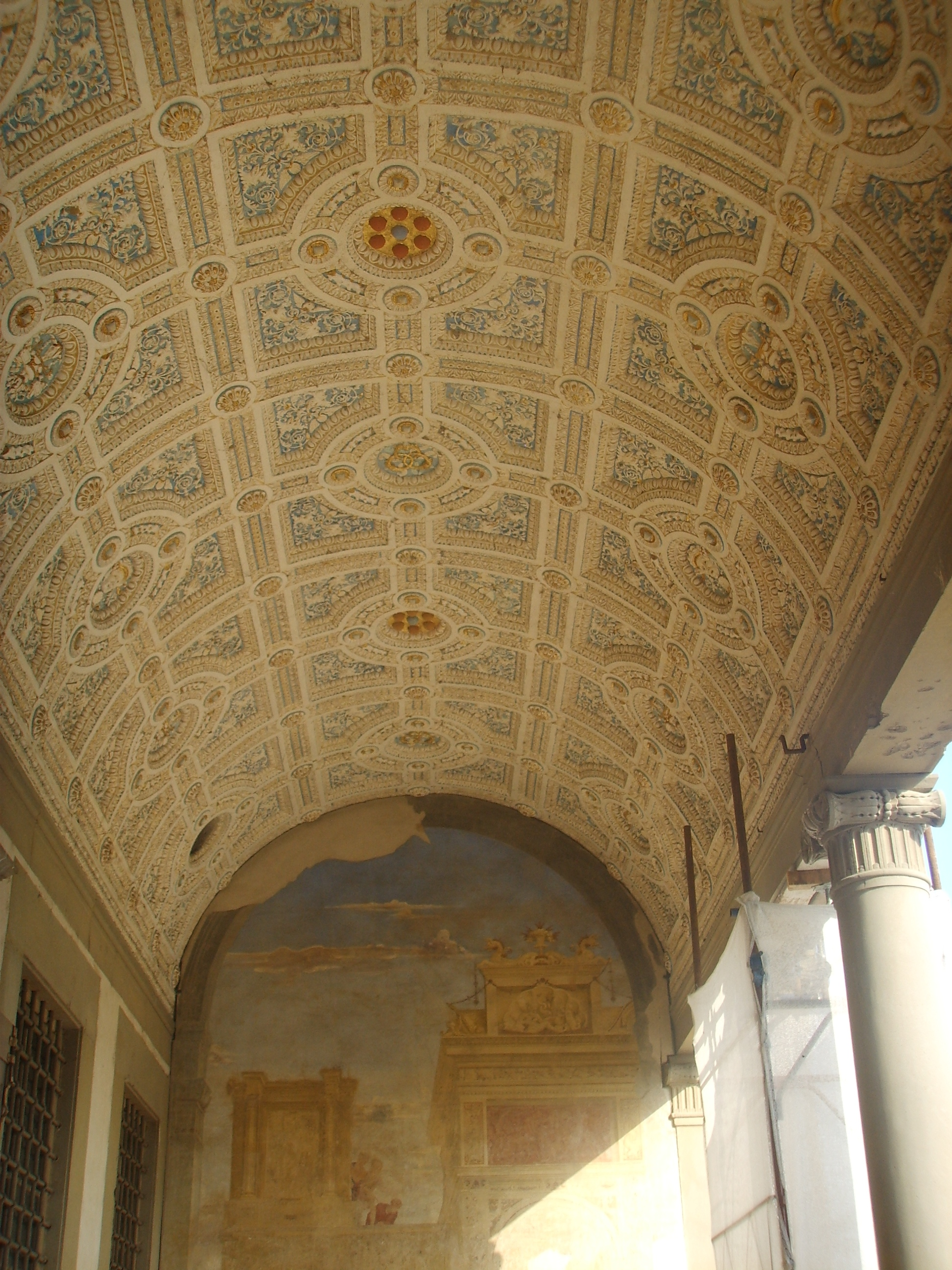
A loggia do primeiro andar, abóbada e afresco do Sacrifício de Laocoonte, por Filippino Lippi.

O afresco mais antigo da villa, pertencente ao período de Lourenço o Magnífico, é o chamado "Sacrifício de Laocoonte" (segundo a interpretação de Halm) de Filippino Lippi, conservado sob a loggia no primeiro andar, em tempos removido para restauros e hoje recolocado, embora esteja bastante desbotado pelos agentes atmosféricos. O afresco aparece citado por Vasari como Um sacrifício, a fresco, numa loggia que permanece imperfeito e que teve origem antes da morte de Lourenço, ou, de qualquer forma, completado até 1494. Não deve ser ligado ao Laocoonte dos Museus do Vaticano, que tanta admiração recolheu nas Cortes italianas, mas que foi encontrado somente em 1506.
O tema dominante da primeira fase construtiva era a interpretação do antigo em chave moderna e decorativa, com este afresco a testemunhar apenas o núcleo, assim como o friso do tímpano de Andrea Sansovino e a primeira luneta decorada do salão mais tarde chamado de Leão X, a luneta de Pontormo. Esta luneta, realizada entre 1519 e 1521, representa as divindades romanas Vertumno e Pomona inseridas numa insólita paisagem clássica.
Em seguida, o tema da decoração mudou, provavelmente por causa da chegada à Casa dos primeiros títulos nobiliárquicos de Lourenço Duque de Urbino e Juliano Duque de Nemours, e tornou-se na ilustração das glórias da Casa Médici, às quais aludem claramente os temas oficiais da pintura, isto é, os "Faustos da história romana" (Fasti della storia romana).
Entre 1519 e 1521 trabalhou aqui Andrea del Sarto, o qual pintou o "Tributo a César" (Tributo a Cesare), uma alusão aos presentes recebidos por Lourenço o Magnífico do Sultão do Egipto em 1487. O afresco termina cerca dum terço da parede, onde mais próximo do muro exterior existia uma grande coluna pintada nessa mesma parede, a qual foi eliminada em seguida e o afresco integrado por Alessandro Allori, que afixa a sua assinatura com a de Andrea del Sarto próximo do menino com o peru em primeiro plano. Com o tempo voltou a aflorar a moldura do primeiro afresco, cortando a cena em duas, mas esta foi novamente escondida por restauros recentes.

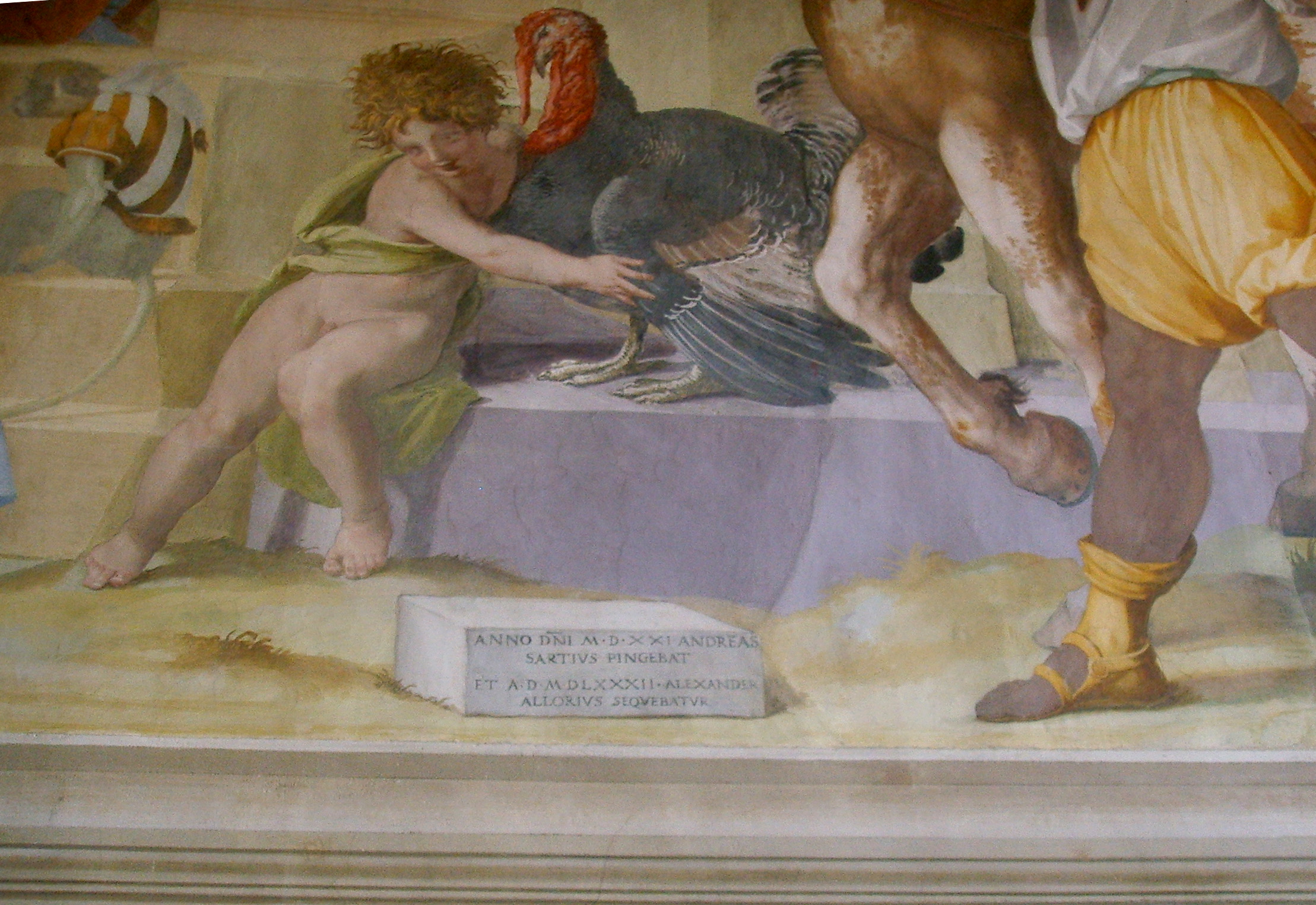
Assinaturas de Andrea del Sarto e Alessandro Allori.

Mais ou menos no mesmo período Franciabigio realizava na parede diagonalmente oposta "O regresso de Cícero do exílio" (Il ritorno di Cicerone dall'esilio), uma clara metáfora à vivida por Cosmo de Médici e pela sua Casa com a consequente reentrada triunfal em Florença. Este afresco é dominado na sua parte superior peça magnífica arquitectura fantástica representada numa rica paisagem em perspectiva aérea. Também esta cena foi ampliada por Allori e a extremidade encontra-se escondida pelo obelisco de porfiróide que se ergue insolitamente nas proximidades do centro da representação até ao alto da pintura. A coluna pintada foi em parte conservada no afresco, uma vez que Allori a inseriu, de facto, na vizinhança do obelisco.

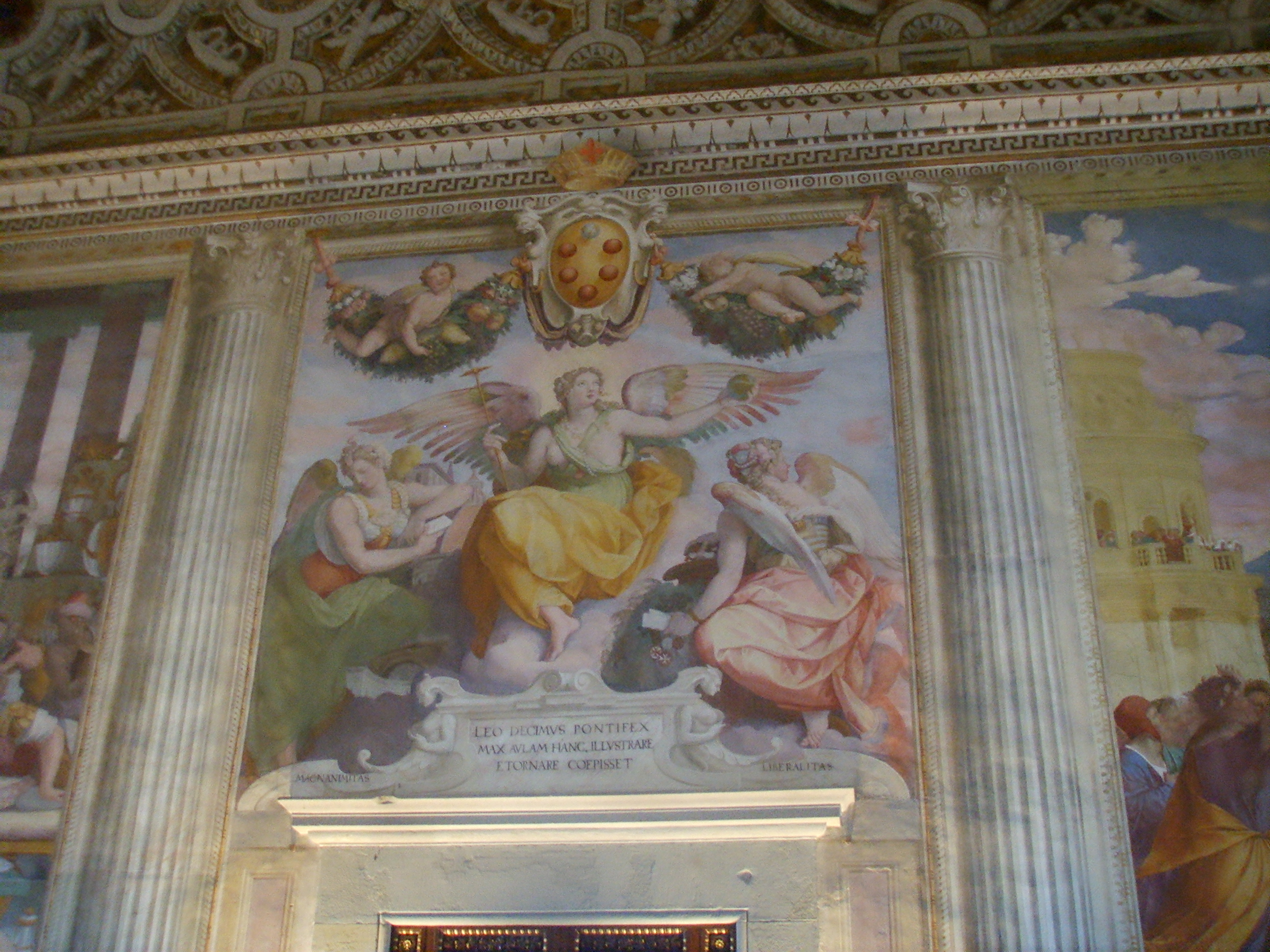
Afresco de Alessandro Allori.

Alessandro Allori foi, desta forma, quem integrou e completou o programa decorativo do Salão de Leão X, tendo trabalhado aqui entre 1578 e 1582, mais de cinquenta anos depois do início dos trabalhos de decoração dos outros pintores, por encomenda de Francisco I de Médici, que viveu sobretudo nesta villa a sua relação amorosa com a nobre veneziana Bianca Cappello. Além de ampliar os painéis existente, reslizou dois novos: "Siface da Numídia que recebe Scipione" (Siface di Numidia che riceve Scipione), onde se alude à viagem que Lourenço o Magnífico realizou a Nápoles junto a Fernando II de Aragão; "O cônsul Flaminio fala ao conselho dos Aqueus" (Il console Flaminio parla al consiglio degli Achei), no qual se subentende a intervenção de Lourenço o Magnífico no Regime de Cremona (Dieta di Cremona).

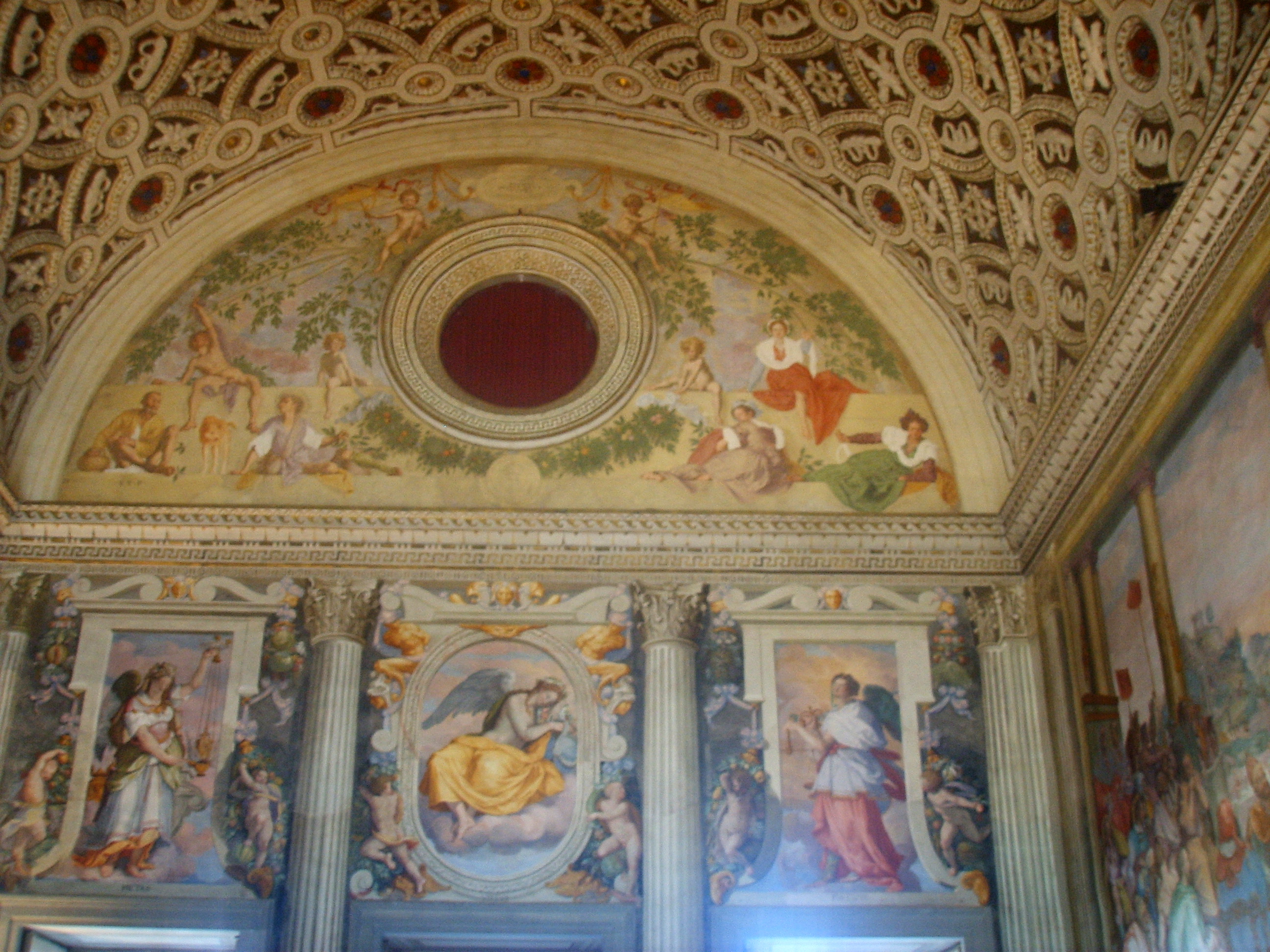
Luneta de Pontormo e Alessandro Allori.

Por outro lado, afrescou, com numerosas ajudas, as duas molduras sobre os portais, a segunda luneta com o "Jardim das Hespérides" e o espaço entre as lunetas e as janelas. As elaboradas e fantásticas composições com figuras florais, zoomorfas e antropomorfas são típicas do gosto para o capriccio (capricho) típico da época.
Allori idealizou, deste modo, uma faustosa arquitectura em toda a sala, a qual entra quase em contraste com a arquitectura real, com figuras que parecem esculpidas nas suas cores fortes e cristalinas típicas do Maneirismo, criando uma cenografia faustosa e virtuosa.
Completavam a decoração uma soberba série de tapeçarias desejadas por Cosme I e pelo seu filho Francisco, segundo desenho de Stradano, primeiro, e de Allori, depois. Estavam aqui representadas numerosas cenas de caça, idealizadas a partir das verdadeiras batidas que se realizaram no parque em volta da villa (muito maior que o actual). Actualmente, estas tapeçarias estão bastante dispersas entre alguns museus florentinos, depósitos e embaixadas no estrangeiro.

#### Galeria de afrescos renascentistas

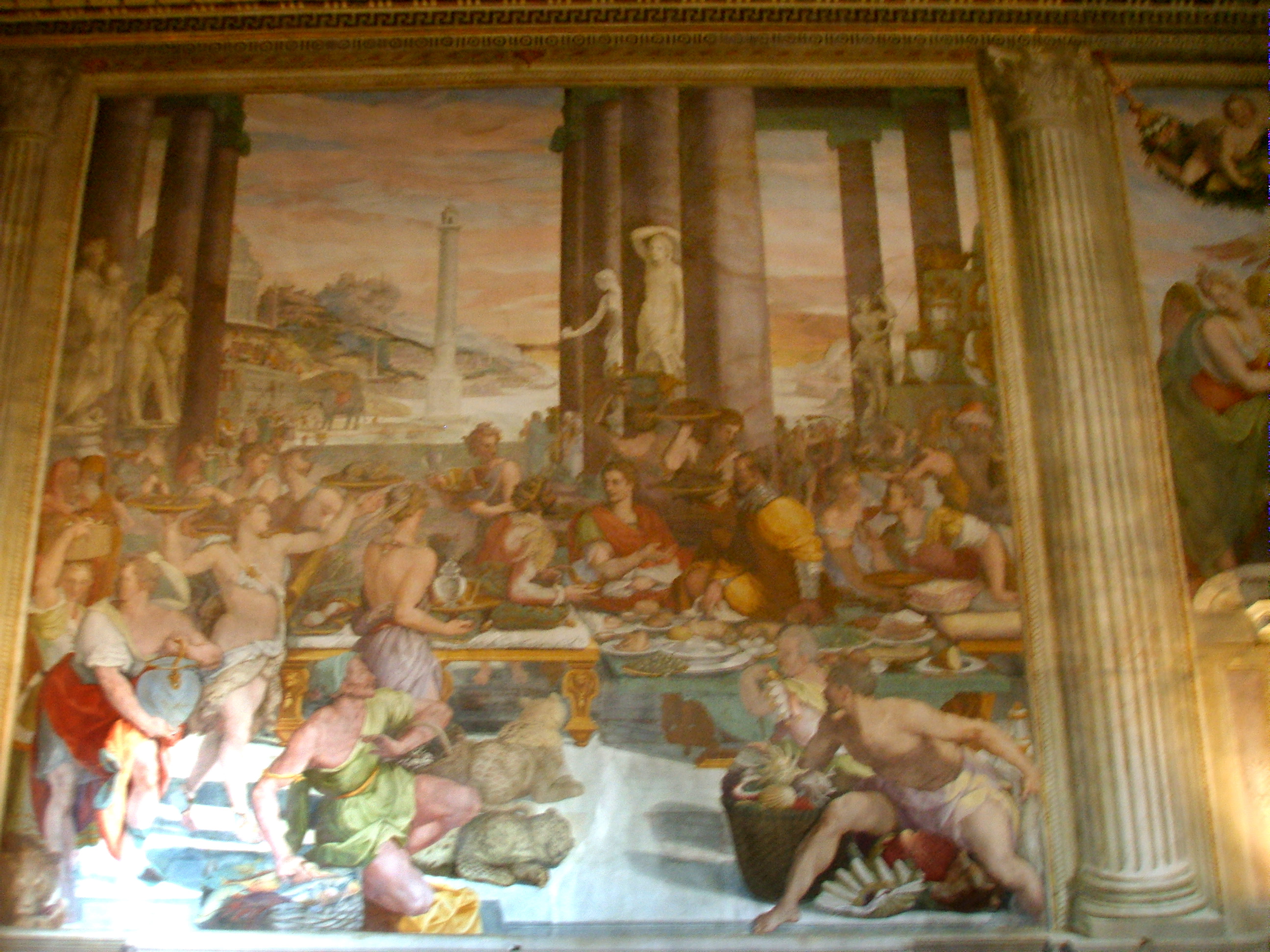
"Tributo a César".
"O regresso de Cícero do exílio", por Franciabigio."O regresso de Cícero do exílio", por Franciabigio.
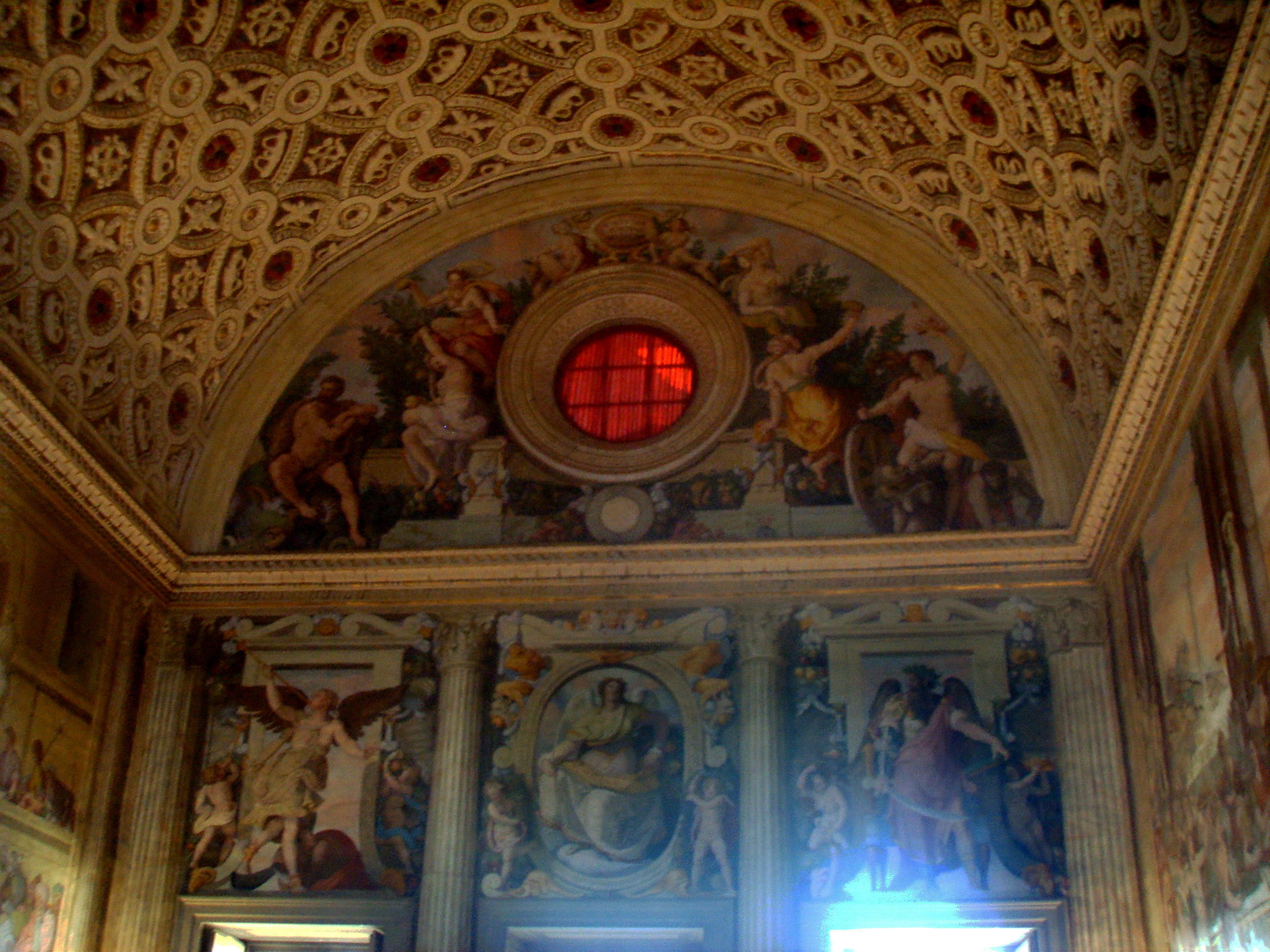
O "Jardim das Hespérides", por Alessandro Allori.
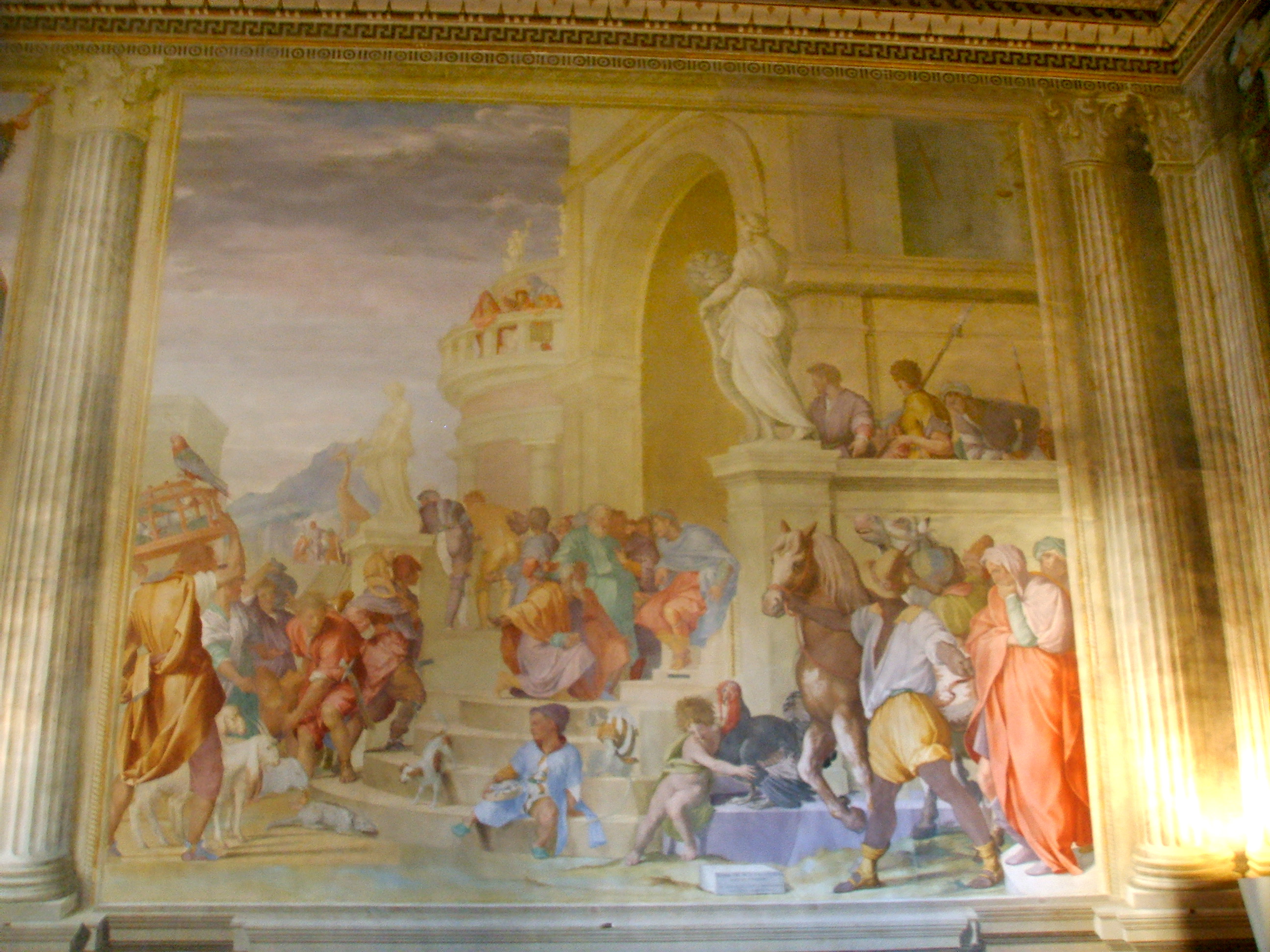
"Siface da Numídia que recebe Scipione", por Alessandro Allori
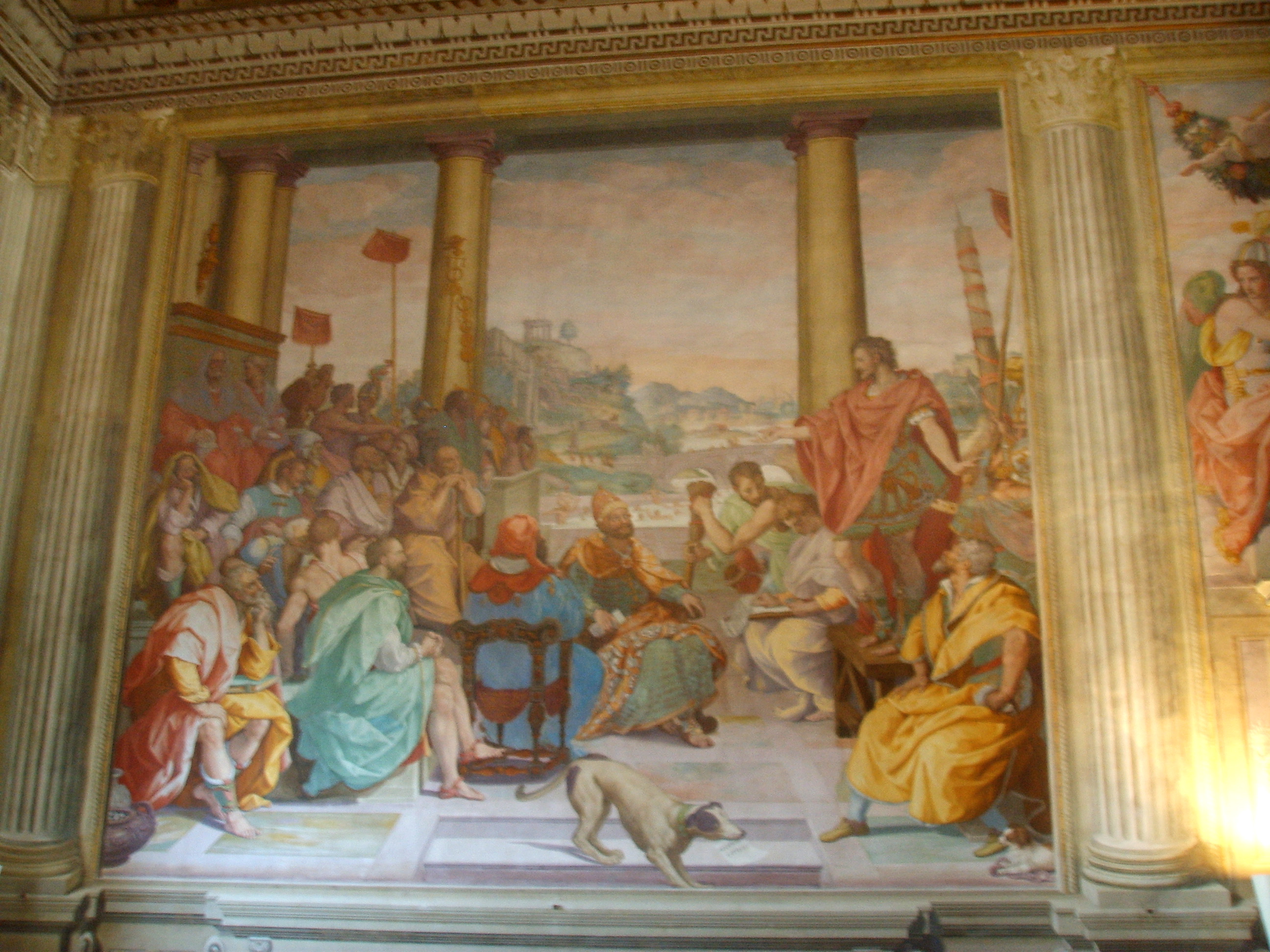
"O cônsul Flaminio fala ao conselho dos Aqueus", por Alessandro Allori

### Segundo andar

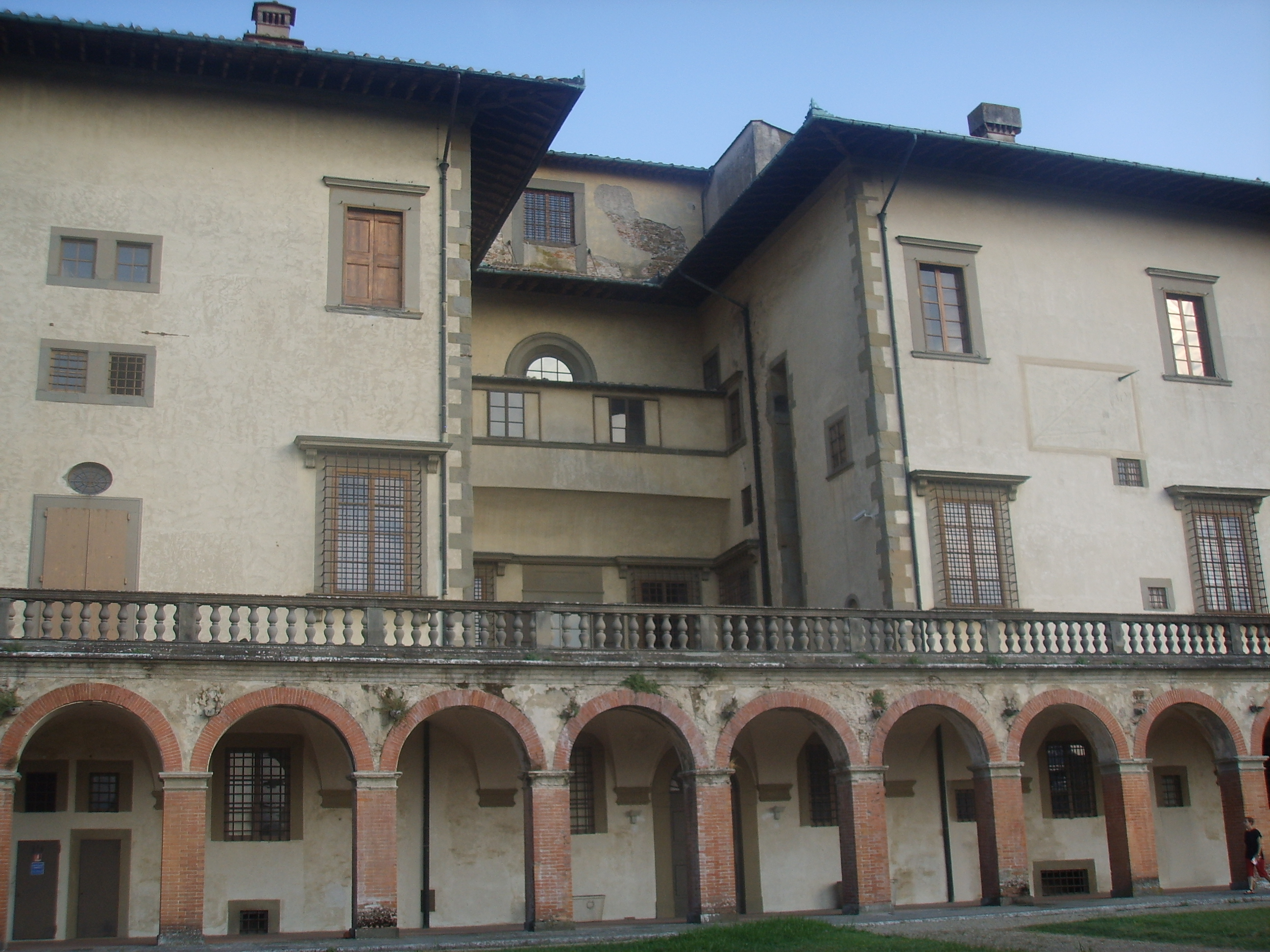
Fachada lateral.

No segundo andar está organizado o Museu da Natureza Morta (Museo della Natura Morta), único no seu género e que expõe cerca de 200 pinturas, datadas entre o final do século XVI e o século XVIII e provenientes da colecção dos Médici. Muitos destes quadros, até à abertura do museu, encontravam-se no Pólo Museulógico Florentino e de outras entidades públicas, pelo que, em grande parte, foram aqui expostos ao público pela primeira vez.
O Médici que se dedicaram a coleccionar naturezas mortas foram, em épocas e de modos diversos, o Grão-duque Cosme II (1590-1621), com a sua consorte Maria Madalena de Áustria (1587-1631) e o seu irmão, Dom Lourenço (1599-1648); o seu sucessor, Fernando II (1610-1670) com a esposa Vitória della Rovere (1622-1695) e os seus irmãos cardeais Leopoldo (1617-1675) e Giovan Carlo (1611-1663); e por fim o Grão-duque Cosme III (1642-1623) com o irmão Francisco Maria (1660-1711) e o filho Fernando (1663-1713). A Ferdando deve-se o maior número de pinturas deste género hoje presentes nos museus florentinos, os quais actualmente conservam mais de setecentas obras de natureza morta ou de documentações naturaliztas, essencialmente provenientes dos Médici e dos Lorena.

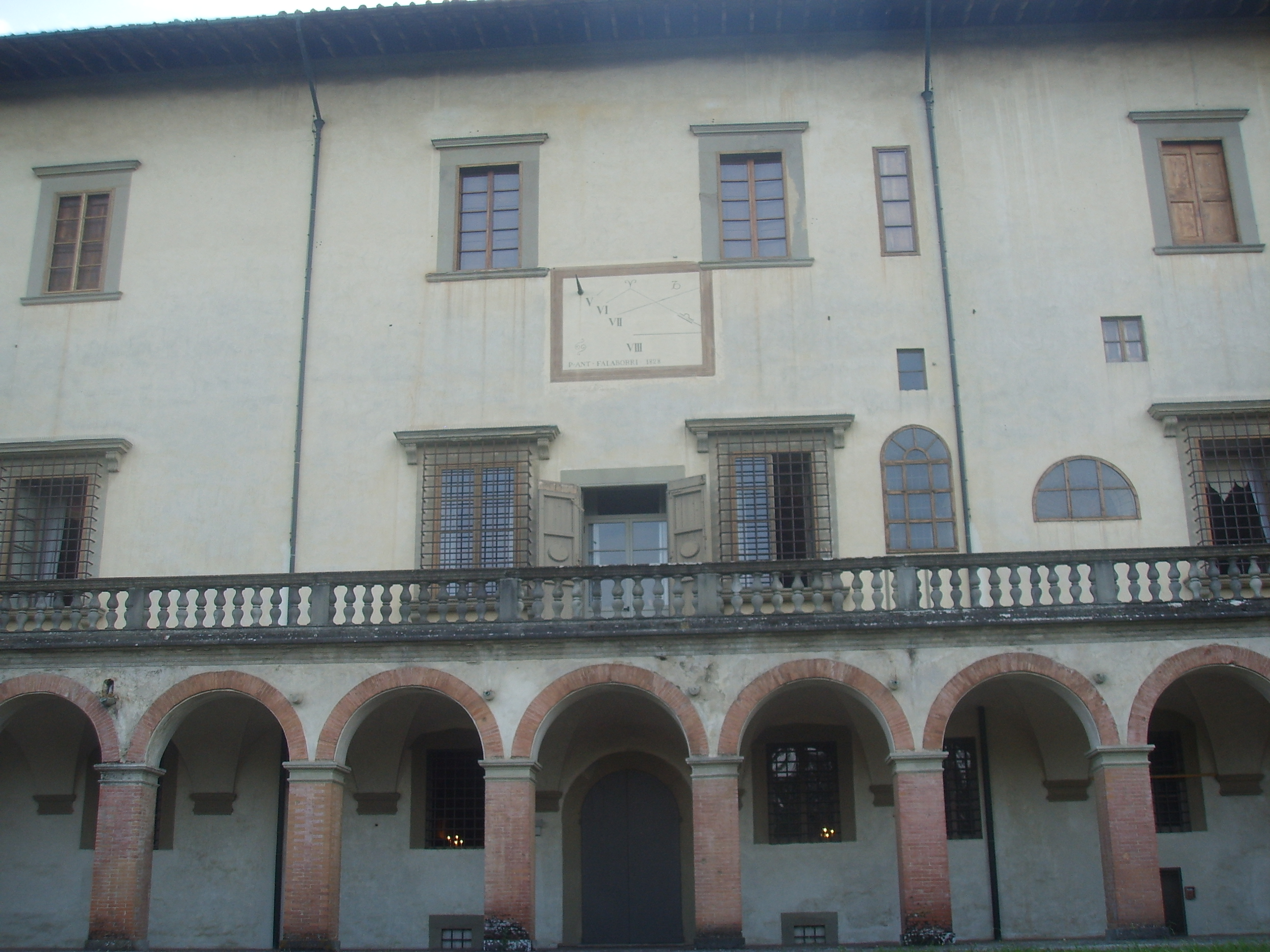
Fachada traseira.

Estas obras foram destinadas principalmente às villas suburbanas e de campo, as quais formavam um complexo sistema de residêndias espalhadas pelo território em torno de Florença: La Petraia, Castello, Artimino, Pratolino, Careggi, Poggio Imperiale, Lappeggi, Lilliano, a própria Villa di Poggio a Caiano, predilecta em finais do século XVII do Grande Príncipe Fernando, La Topaia e L’Ambrogiana, amadas por Cosme III. Porém, no início do século XVIII, também se encontravam naturezas mortas expostas no régio Palazzo Pitti, a par com outras obras de arte.
Os artistas importantes presentes no museu, a partir de Bartolomeo Bimbi, a quem são dedicadas duas salas inteiras, são Bartolomeo Ligozzi, Andrea Scacciati, Mario de’ Fiori, Otto Marseus van Schrieck, Giovanna Garzoni e Margherita Caffi entre outros.
Numa outra sala encontram-se papiers peints (papéis pintados) de manufactura francesa, com um tema exótico dos primeiros anos do século XIX. As vistas representadas são duma ampla profundidade, com uma linha do horizonte baixa e pequenas personagens que representam os "Selvagens do Oceano Pacífico" (Les sauvages de la Mer Pacifique), sendo datadas de 1804.

## Edifícios adjacentes à villa e jardins

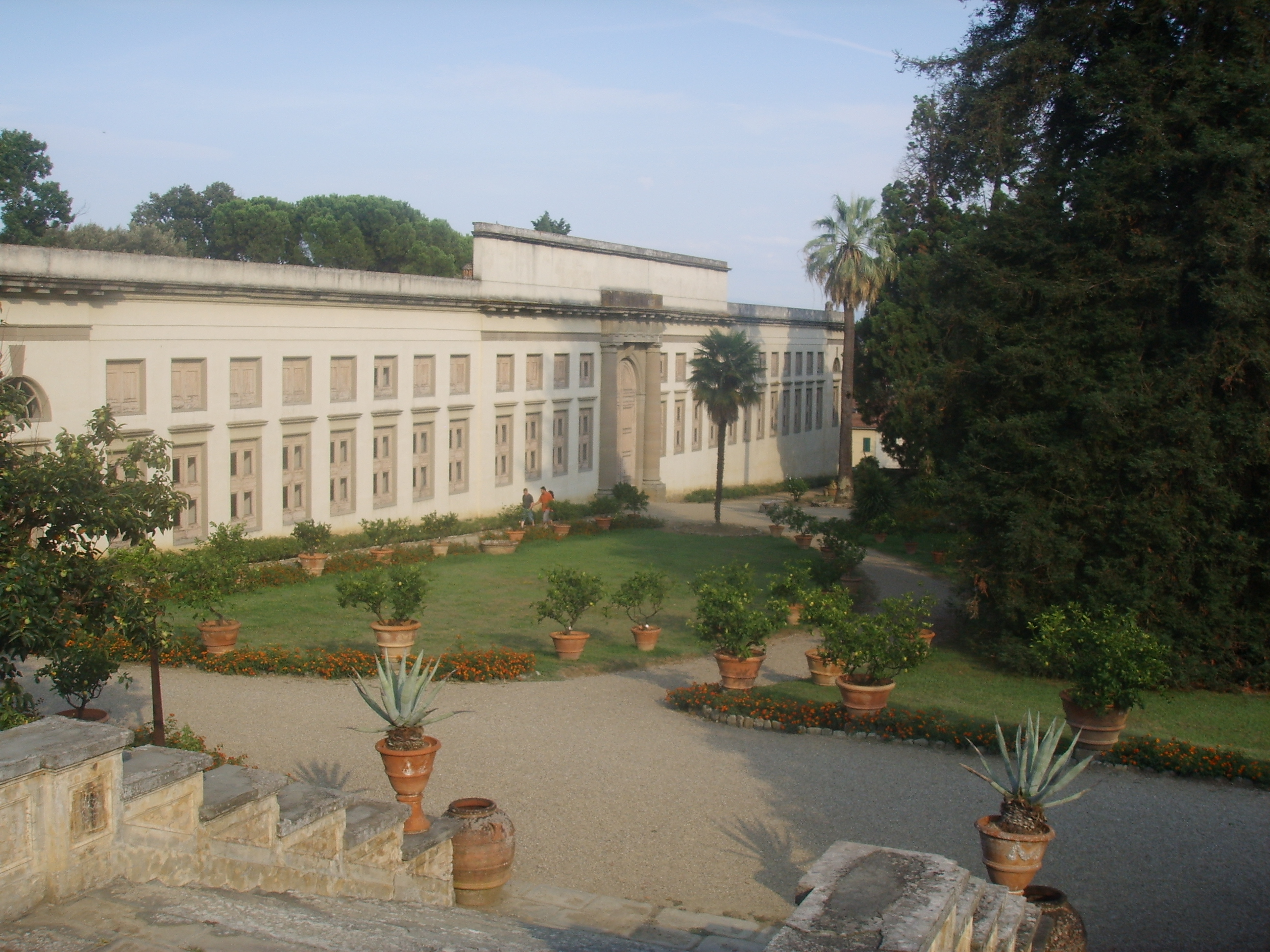
A limonaia.

Adjacentes à villa encontram-se algumas construções como a capela (onde se encontra a "Pietà com os Santos Cosme e Damião", pintada em 1560 por Giorgio Vasari, à espera de restauro), a Cozinha (Cucinone) realizada no início do século XVII e a estufa neoclássica para as plantas (ou limonaia) "com depósito de água anexo", obra de Poccianti (cerca de 1825). A Sala della Pallacorda é um edifício localizado na esquina do jardim, remontando a finais do século XVIII e destinado à prática do Jeu de paume (ou ténis Real). Este edifício aloja, actualmente, a portaria e um depósito.
Em meados do século XVI, por ordem de Cosme I, Niccolò Tribolo reorganizou os jardins e terminou a construção da escudaria (1548). A vista de conjunto do jardim e da escudaria depois da intervenção de Tribolo está visível na famosa luneta realizada por Giusto Utens em 1599 para a Sala das Villas da Villa Medicea di Artimino e actualmente conservada no Museo di Firenze com'era.

### A escudaria

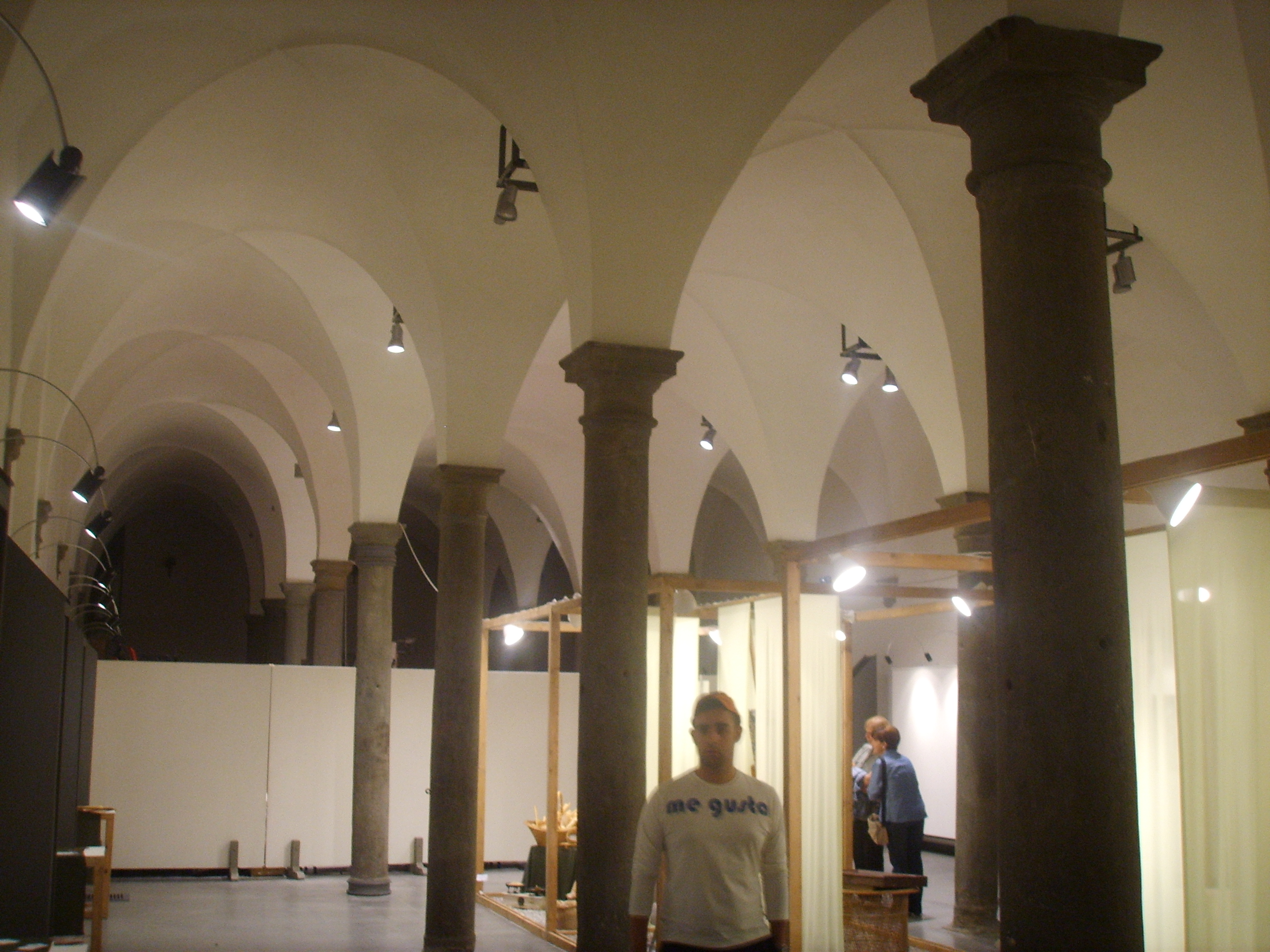
O amplo interior da escudaria medicea.

A escudaria, adquirida no final da década de 1970 pela Comuna de Poggio a Caiano, foi rapidamente posta fora do muro que cerca a villa, ao longo da estrada para Prato. O edifício está organizdo no piso térreo com uma nave abobadada que servia para guardar os cavalos, e no primeiro andar com uma galeria central com alojamentos para os cavaleiros. As dimensões imponentes fazem lembrar uma espécie de basílica laica, transcendendo as funções para as quais foi destinada. Actualmente é sede dum centro de mostras e congressos, com biblioteca e gabinete de informações turísticas.

### Os jardins

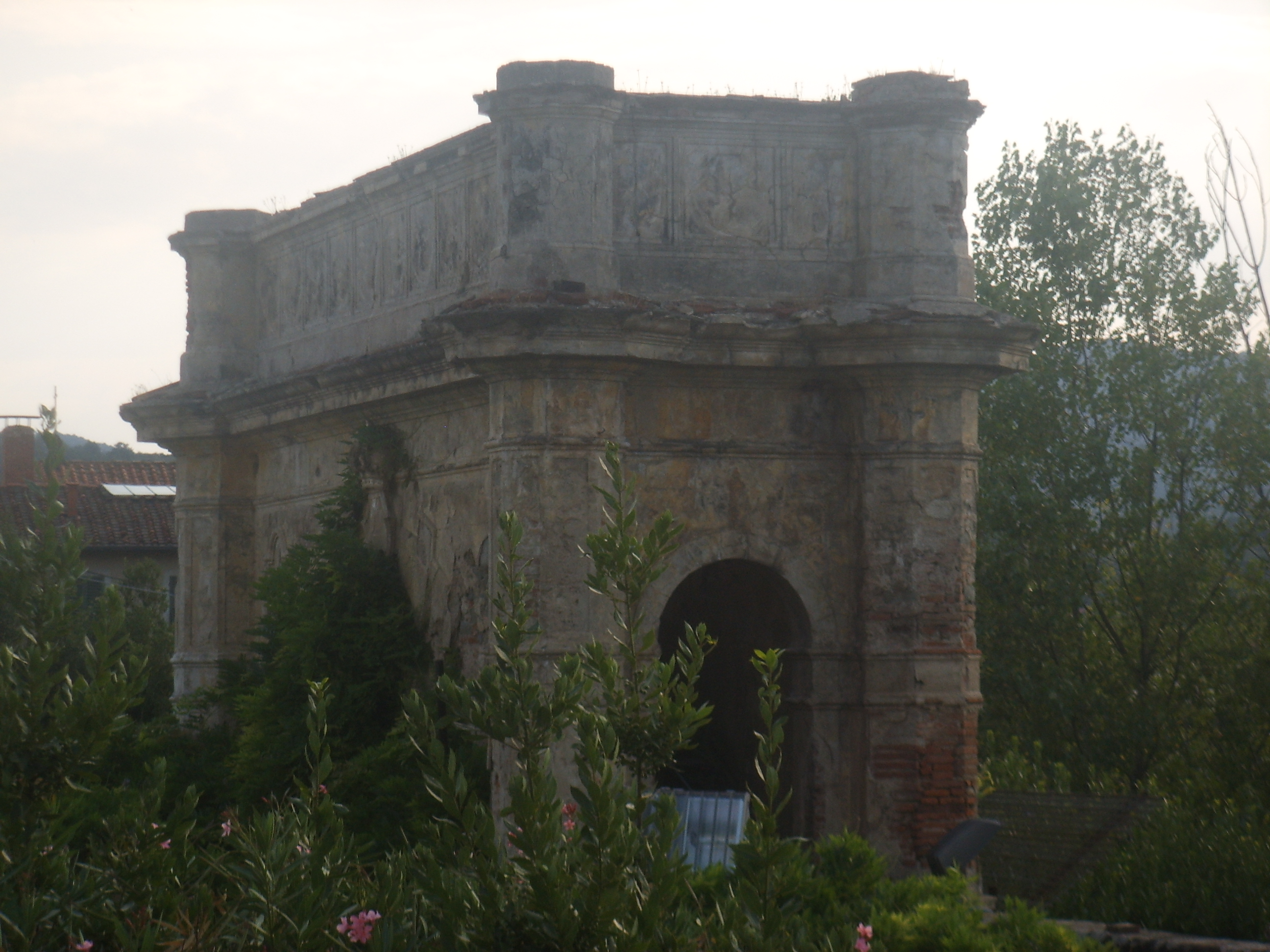
Arcada no jardim.

Os jardins que circundam a villa são de grande interesse, datando sobretudo do século XIX.
Até ao século XVII, de facto, o jardim da villa era bastante simples, parecendo-se com os da Villa Medicea di Castello ou da Villa Medicea La Petraia: áreas escavadas e áreas de bosque ordenadas, com um jardim à italiana à direita, tudo privado de fontes e de decorações escultórias, como aparece na luneta de Giusto Utens.
No século XVIII foram reorganizadas algumas áreas do jardim, ampliando o bosque onde se praticava a caça, a chamada fagianaia. Na zona do jardim à italiana foi colocada uma fonte ao centro no lugar dum bosquete de árvores, alimentada por uma nova cisterna hídrica.
Os jardins foram redesenhados depois de 1811, mas sem seguir o totalmente o projecto original elaborado pelo engenheiro Giuseppe Manetti, por encomenda de Elisa Baciocchi. Louis Martin Berthauld registou, em 1813, a desolação da praça frente à villa e propôs-se a remediar o facto de os vários lugares de delícia do parque, que seria vastíssimo, estarem na realidade isolados uns dos outros: a villa e o bosque traseiro são contíguos, mas o jardim à italiana é cortado pelo caminho para Prato, e o Parque de Bonistallo (actualmente Barco Mediceo, que se encontra na colina face à villa em direcção à igreja de São Francisco) pela estrada para Pistoia; a pavoniere, além da casa de lavoura ainda existentes, são, pelo seu lado, separadas pelo rio Ombrone.
Para remediar esta desvantagem foram tomadas várias iniciativas: foi desviada a estrada para Prato, abatidos os numerosos muros que separavam as zonas da propriedade e unificadas num único recinto, enquanto na praça da villa foram realizados alguns caminhos serpenteantes com várias decorações vegetais; foi endireitado o cursi do Ombrone e realizada uma nova ponte em ferro, passível de ser transporta por cavalos, para ligar a Cascine di Tavola e a Pavoniere.

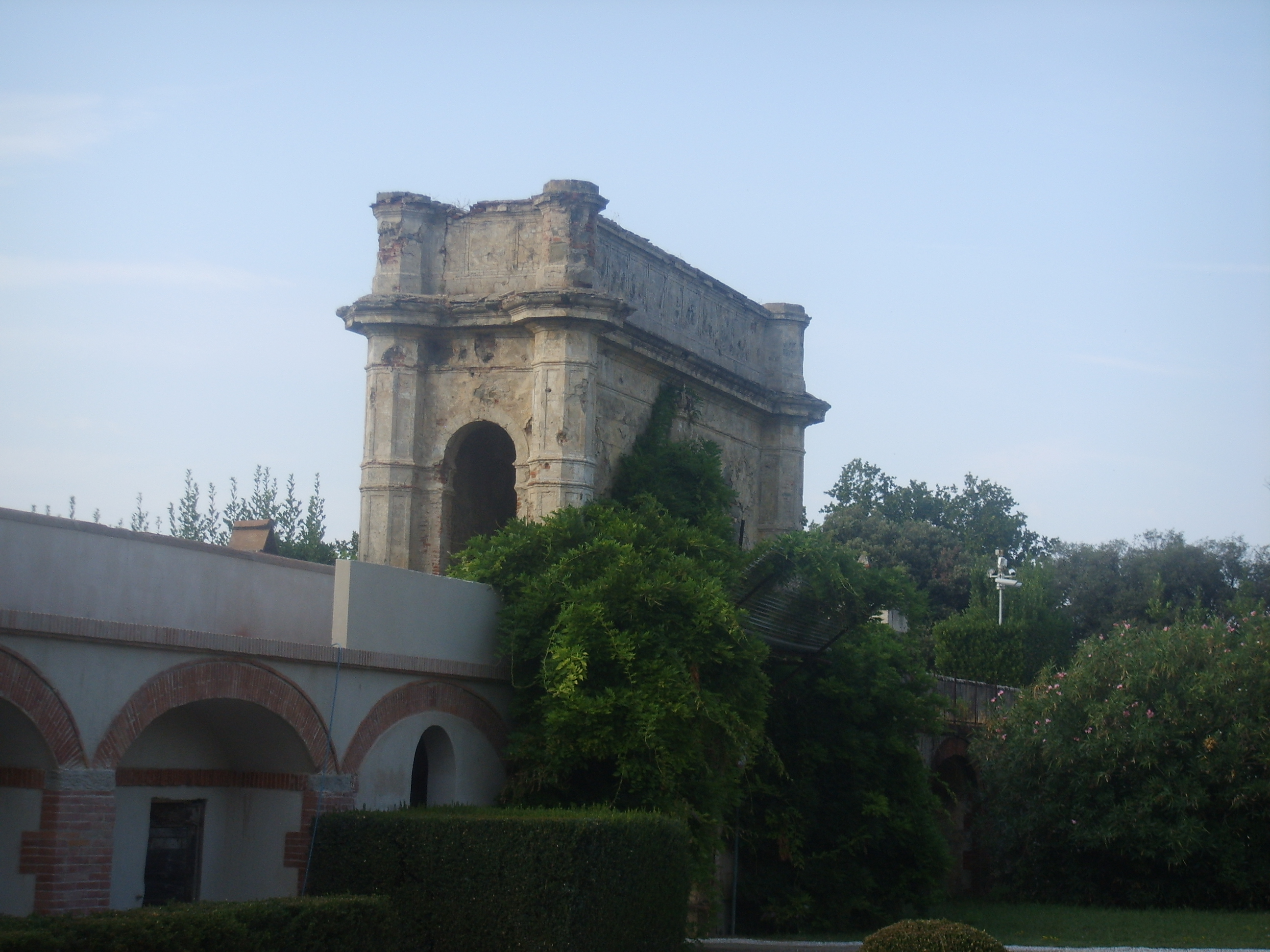
Arcada no jardim.

O parque chegou assim a adquirir uma forma irregular, que viria a ser desfrutada na realização dum jardim à inglesa, com a criação dum pequeno lago e dum templo dedicado a Diana e com posteriores intervenções em contexto romântico. As cozinhas, o reservatório de água e a capela foram escondidos por novos grupos de árvores.
Actualmente, só a parte do jardim que se estende para além da fachada posterior da villa, em direcção ao Ombrone, se apresenta como um jardim à inglesa, com caminhos sombreados e cantos característicos. No lado direito da villa manteve-se, pelo contrário, o aspecto dum jardim à italiana, com um tanque central e numerosos vasos com limoeiros. O jardim é, aqui, limitado em três dos lados e fechado no quarto pelo já citado limonaia-estufa de Poccianti. Os jardins estão enriquecidos por raras espécies vegetais e por algumas estátuas, como aquela em terracota representando a captura da ninfa Ambra por parte de Ombrone, descrita por Lourenço de Médici no seu poema Ambra.
Actualmente, o parque não é visitável porque infelizmente desde há cerca de uma década, com exclusão do jardim à italiana, não é objecto da manutenção contínua que a abertura ao público requer, estando notavelmente reduzido, pela limitação de fundos, o emprego de jardineiros na villa.

## 

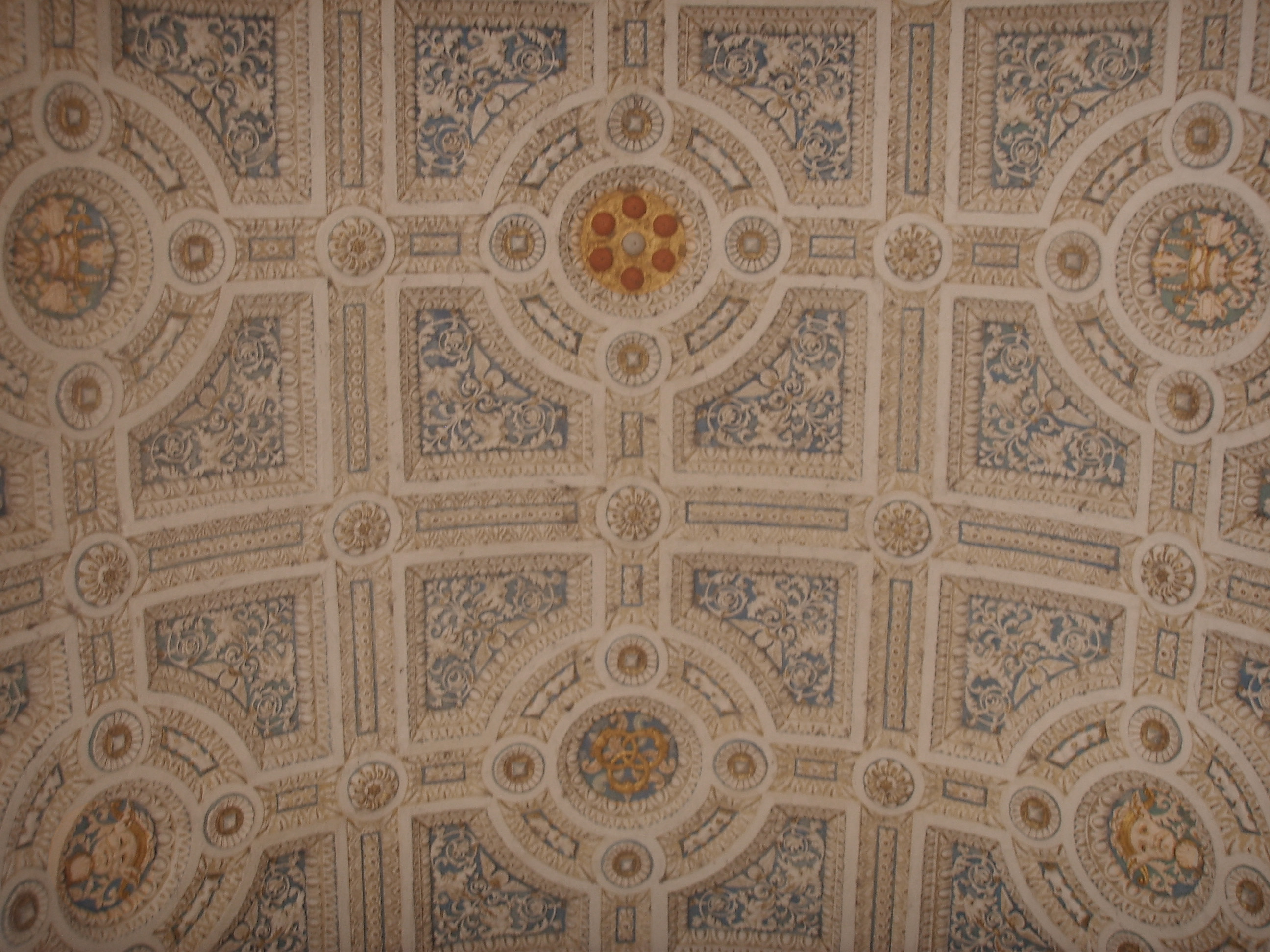
detalhe duma abóbada do primeiro andar.

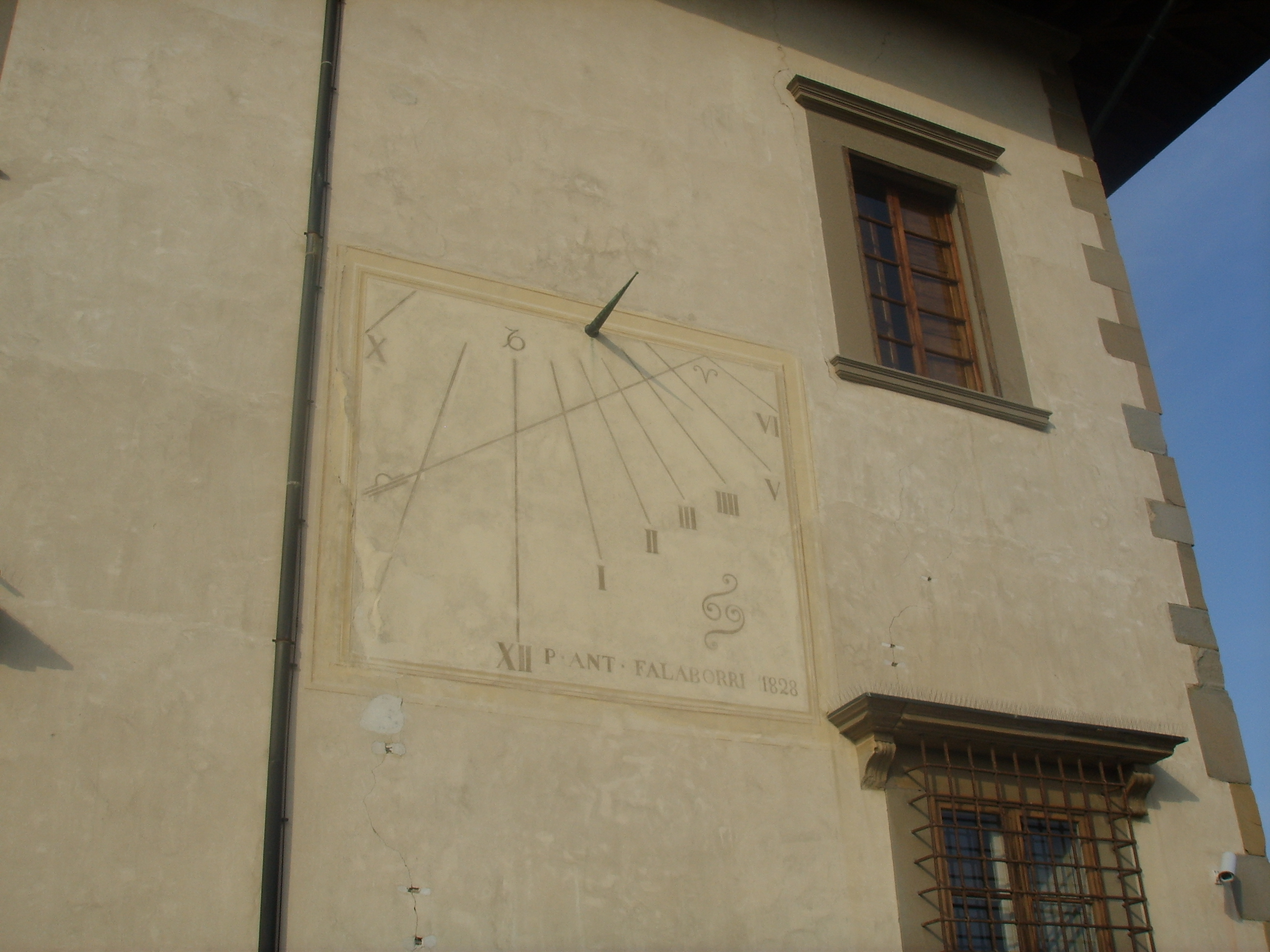
Relógio de sol na fachada.